# センニンソウ属
センニンソウ属 Clematis は、キンポウゲ科に含まれる植物の1群。蔓性のものがよく知られるが、その姿は様々。花が美しく、観賞用に栽培されるものもあり、また有毒植物である。園芸方面ではクレマチスと呼ばれる。

## 概説
この属のものでよく知られているものは蔓性で葉を対生につけるもので、葉はたいていの場合に複葉で、羽状か3出かの形を取るものが多い。花は4枚から8枚の花弁があるように見えるが、実際にはそれらは萼であり、大部分の種では真の花弁は持たない。また、種子（実際には果実）の先端に羽毛状の細長い突起がある。実際には直立する草本もあり、その姿は多様である。花にしても、上向きに大きく開くもの、俯いて咲くもの、単独に咲くもの、多数を花序につけるものがある。
花が美しいことから観賞用に栽培されるものは多く、一部の種を中心に品種改良も行われ、多くの園芸品種がある。それらは総じてクレマチスと呼ばれる。日本産のものでは和名としてはボタンヅル、センニンソウ、ハンショウヅル、クサボタンなどの名を持つものがある。また、本属のものは有毒成分を持つ有毒植物としても知られている。それを利用して薬草として用いられているものも数多い。

## 特徴
蔓性のものが多いが、半低木や多年草もある。また蔓であっても木質化する種もある。茎には節があり、節ごとに葉を対生する。ただし基本的には対生であるが、芽生えでは互生が多くの種で見られ、若い茎でもしばしば互生に葉をつける。これは成長するに従って対生に移行する。少なくとも花の着く枝では十字対生である。葉は単葉の例もあるが、普通は3出複葉か羽状複葉で、柄がある。蔓性のものでは葉柄が曲がって他物に掴まる形になるものもある。

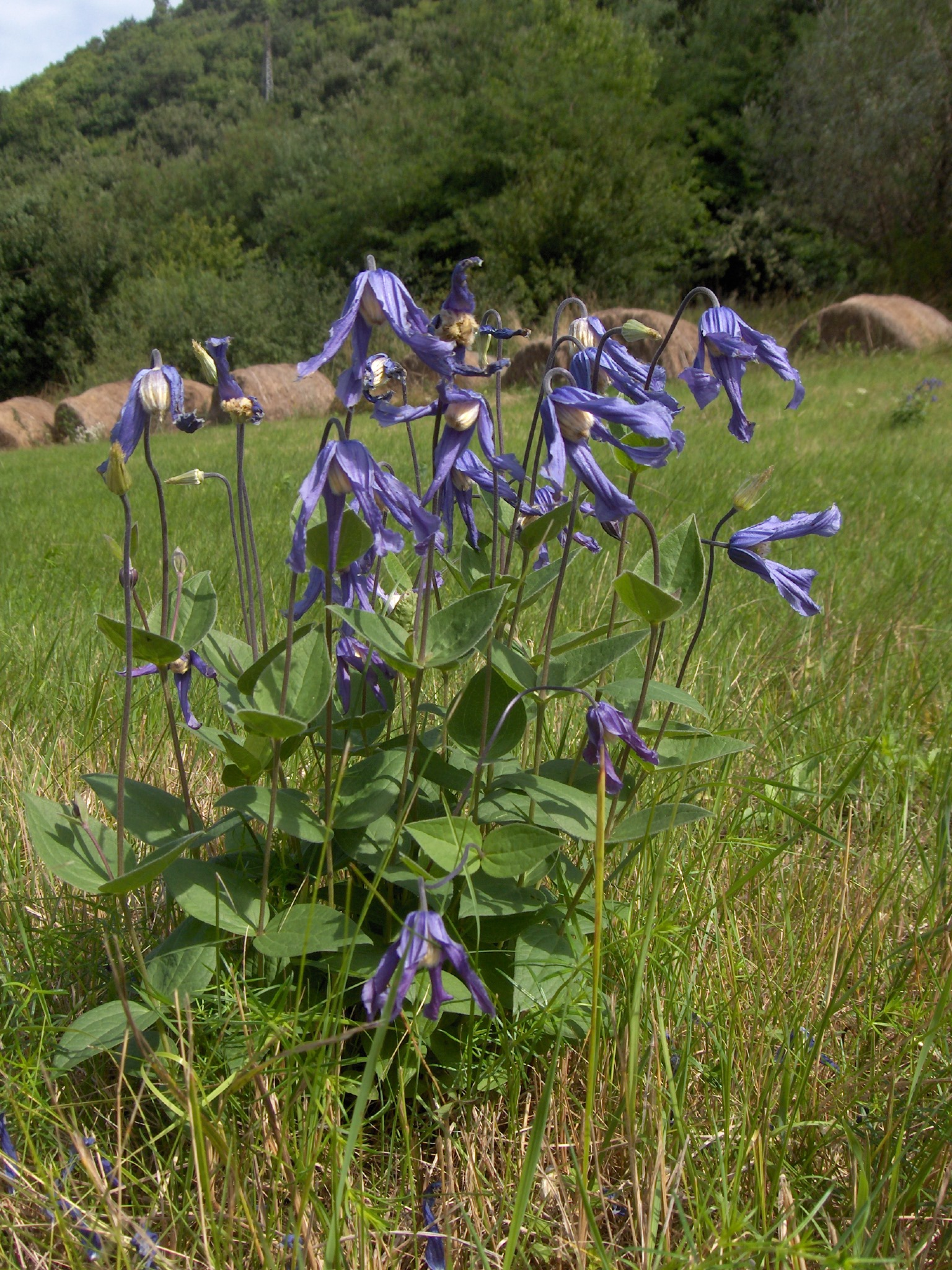
直立する草本の例 C. integrifolia
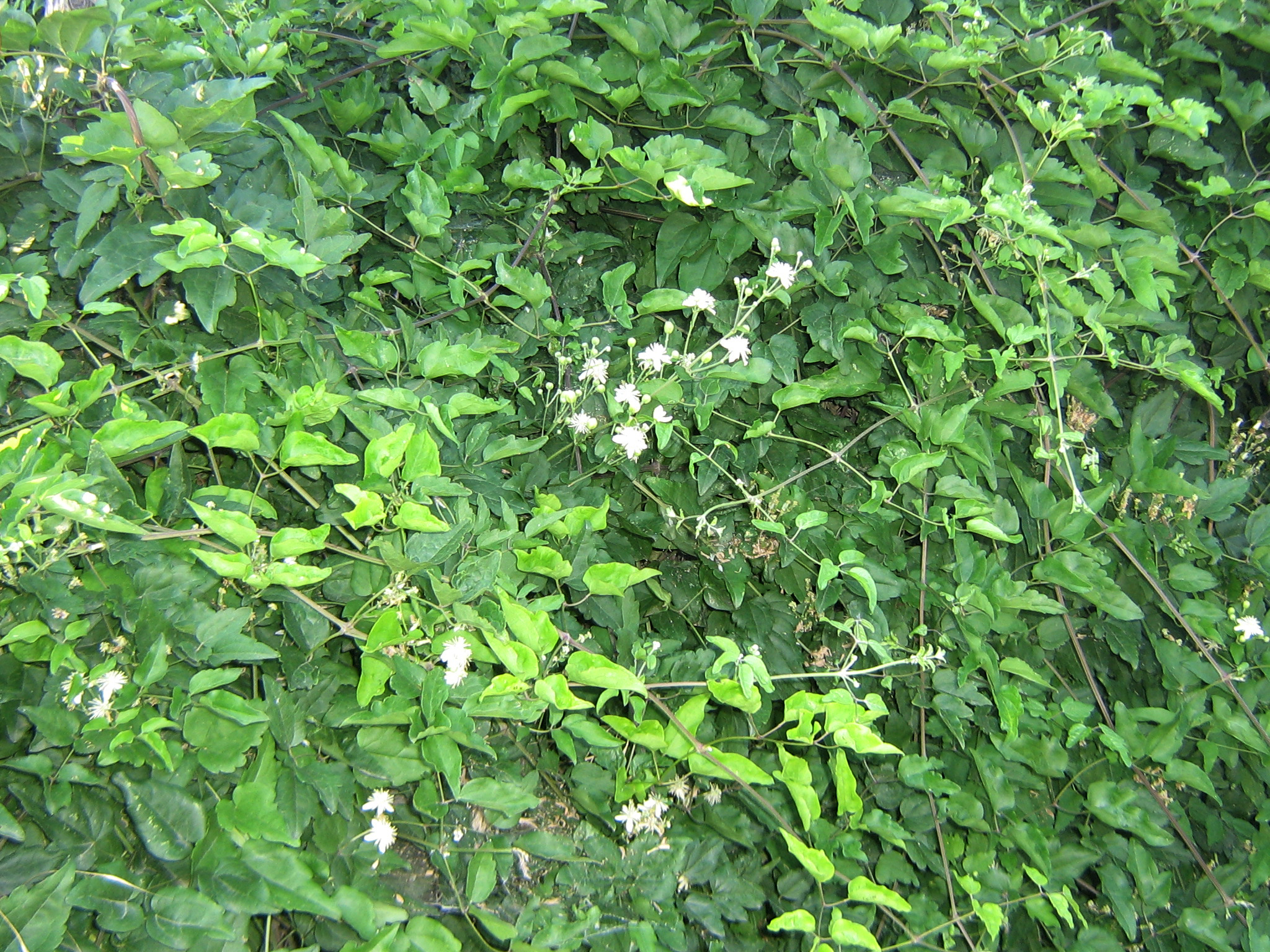
蔓草の例 C. flammula
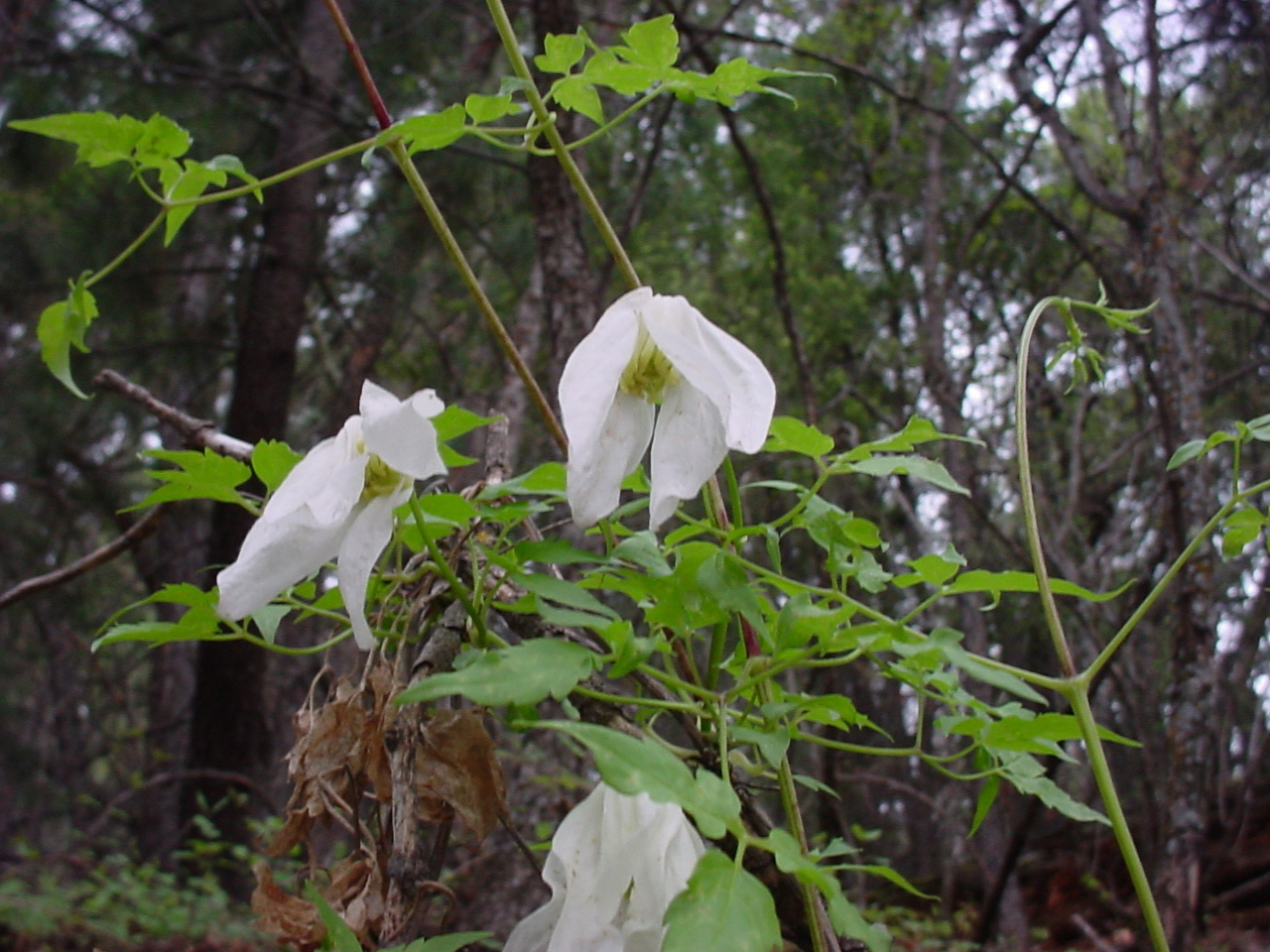
対生する2回3出複葉の葉が見える C. columbiana var. columbiana

花は茎の先端に出るか、または葉腋に出て、単独で着く例もあるが、多くは円錐花序か、3出する集散花序の形を取る。個々の花は両性花か、または単性の例もある。花は萼片が花弁状に発達し、真の花弁はない。ただしミヤマハンショウヅルなどでは雄蕊が花弁に移行している状態が見られる。萼片は4・6・8とあるが、普通は奇数の値を取らない。蕾の状態では敷き石状になって隣と重なり合わない。花弁に蜜腺が無く、これはキンポウゲ科では例外的である。雄蕊は多数あり、その中心にはこれも多数の雌蕊が集まってあり、それぞれから長い花柱が伸び出している。
果実は痩果で、花柱は果実の成熟時にも落ちずに残り、多少とも伸びて、その表面に多数の毛を発達させ、羽毛状になる。その結果、中心に果実が集まり、そこから多数の羽毛状の長い突起が八方に突き出す形になる。

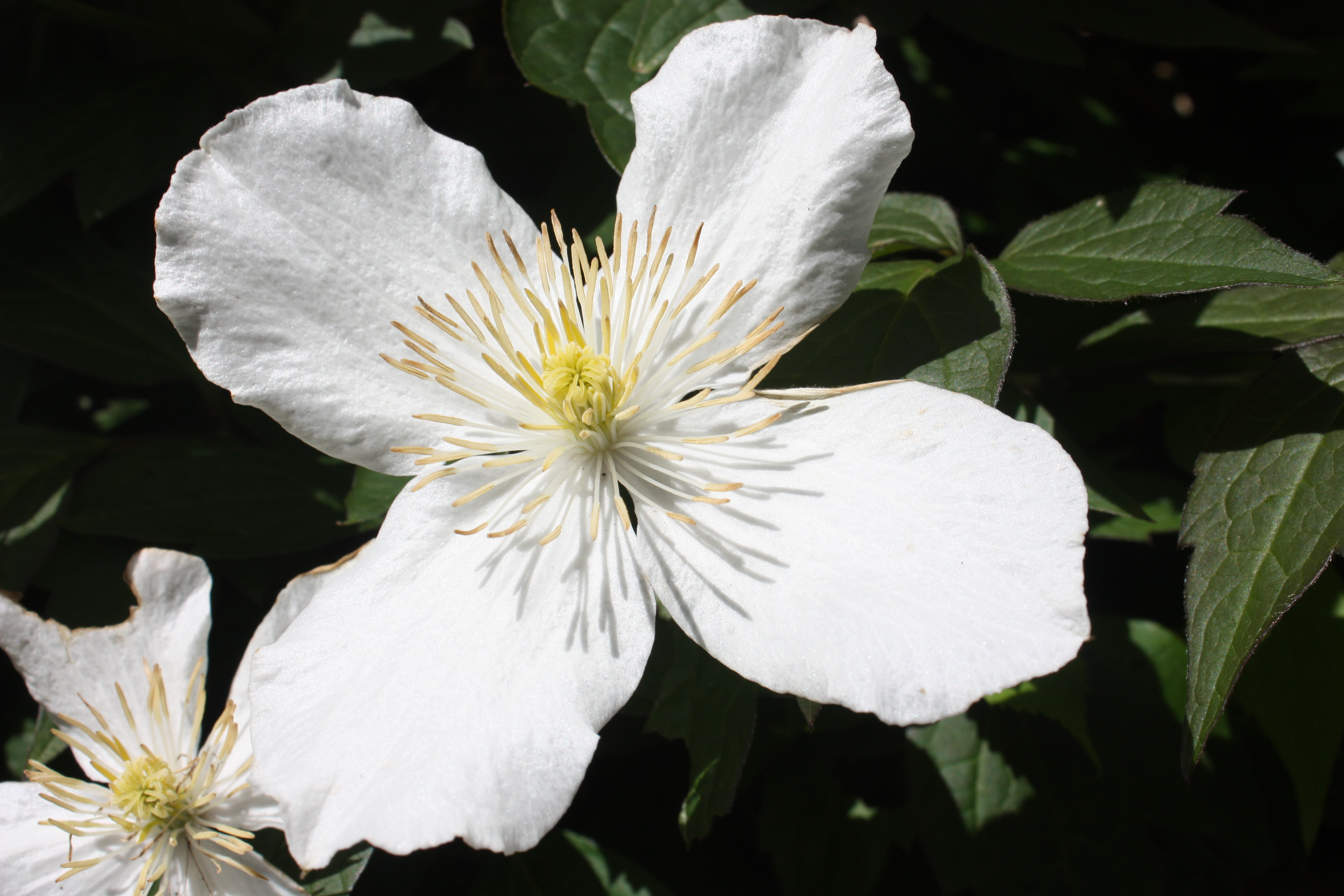
上向きに開く大きな花 C. montana
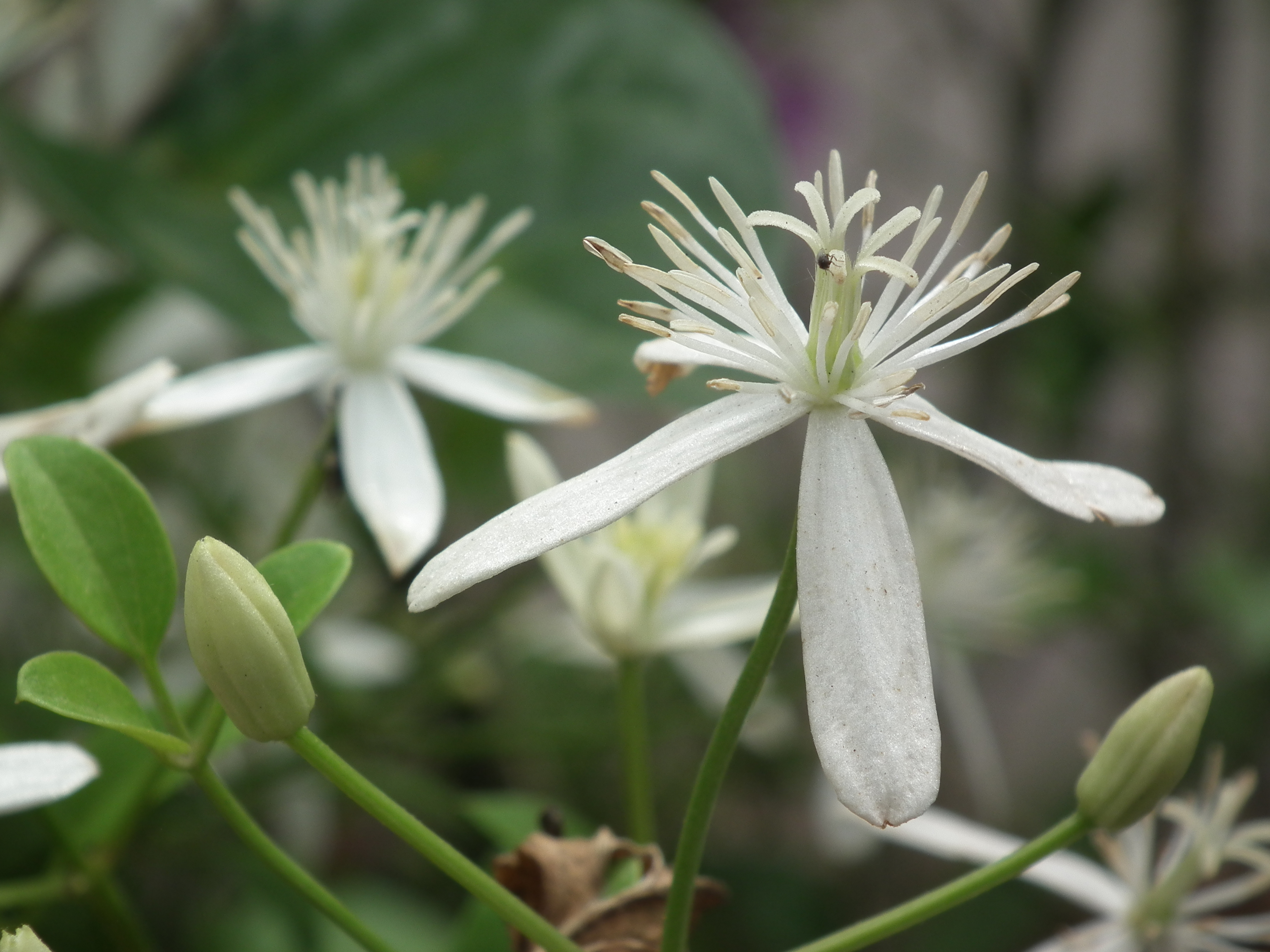
小さな4弁の花 C. terniflora
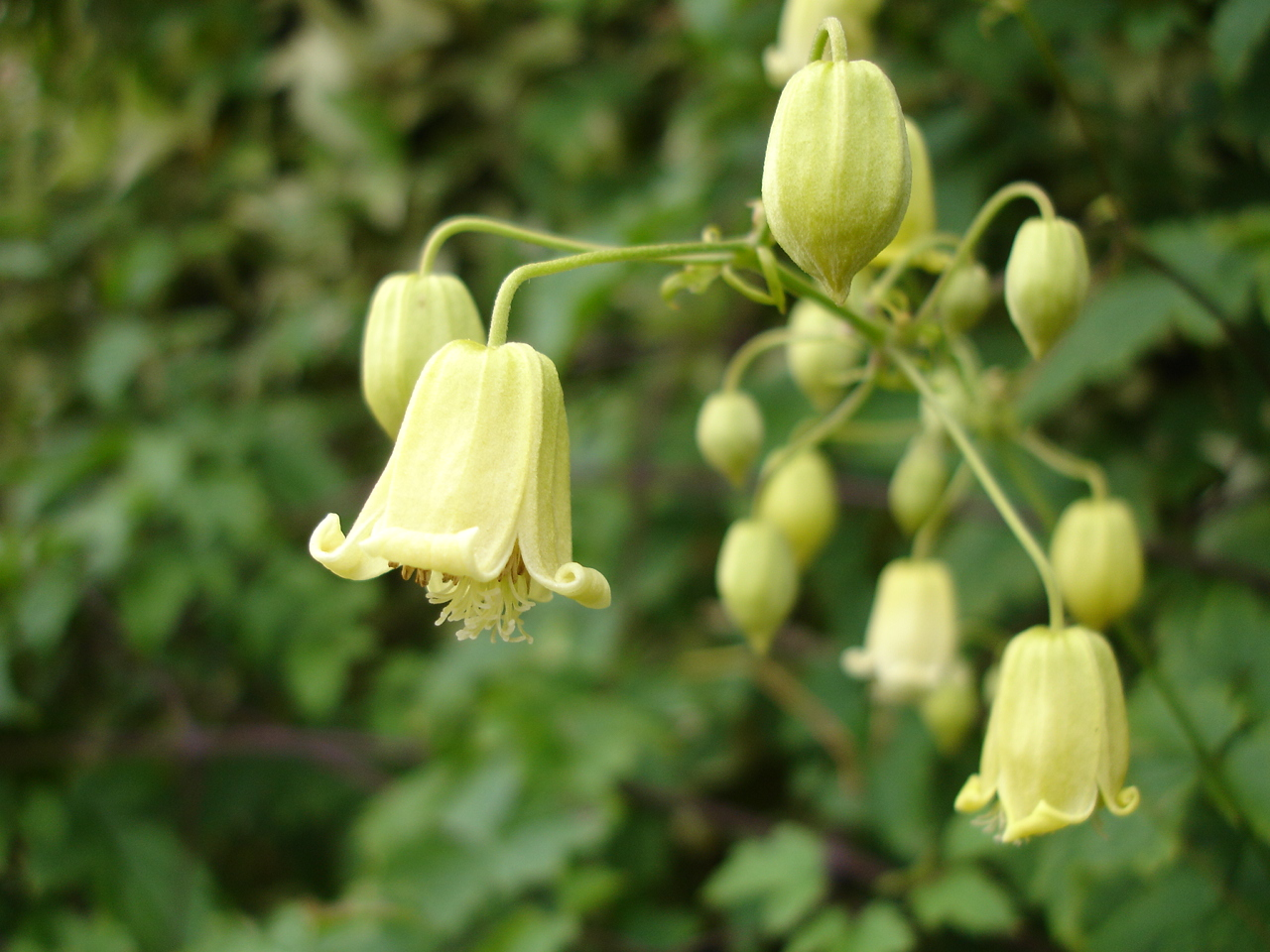
俯きの鐘形の花 C. rehderiana
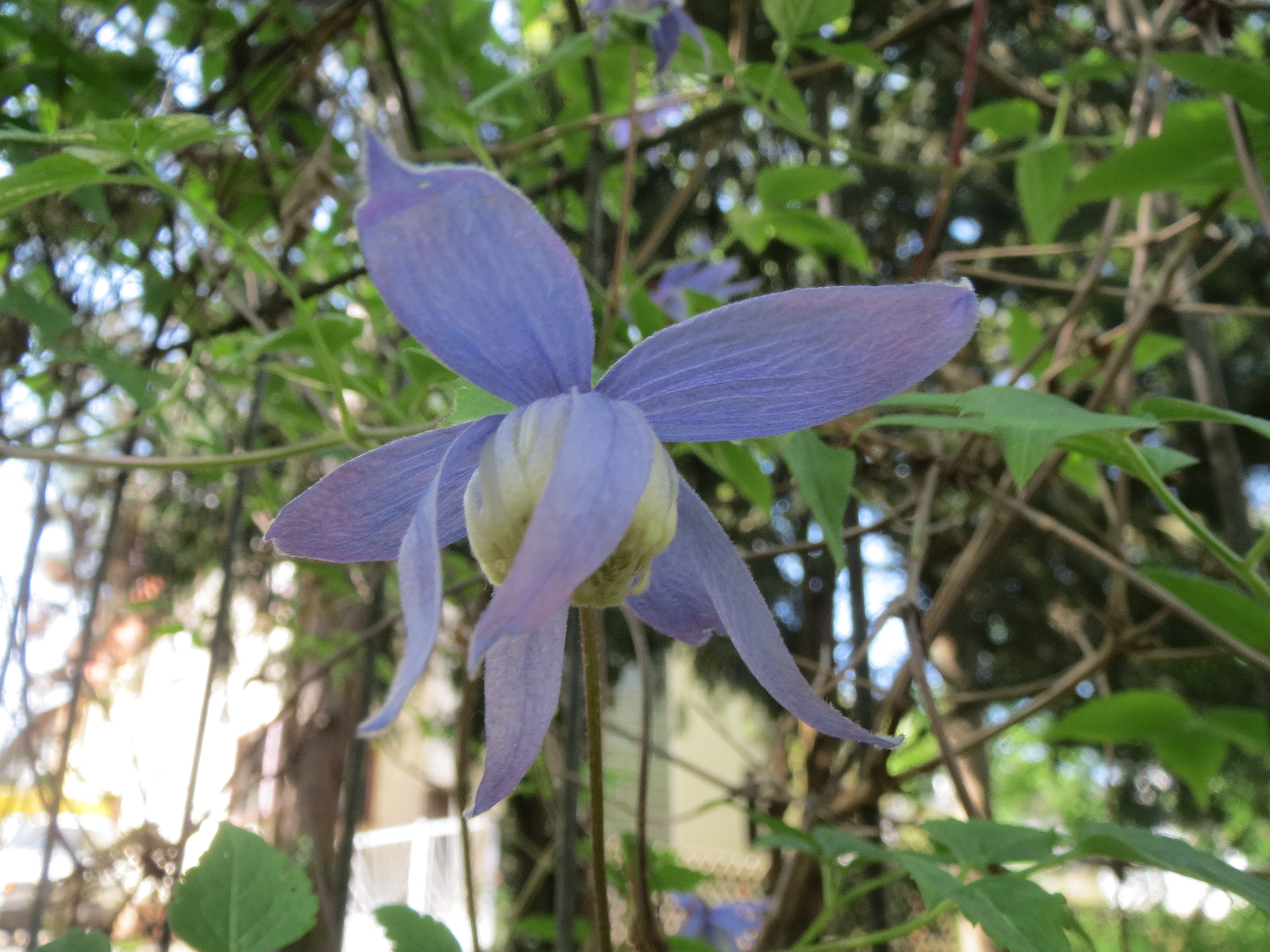
雄蘂の外側列が花弁化している C. alpina
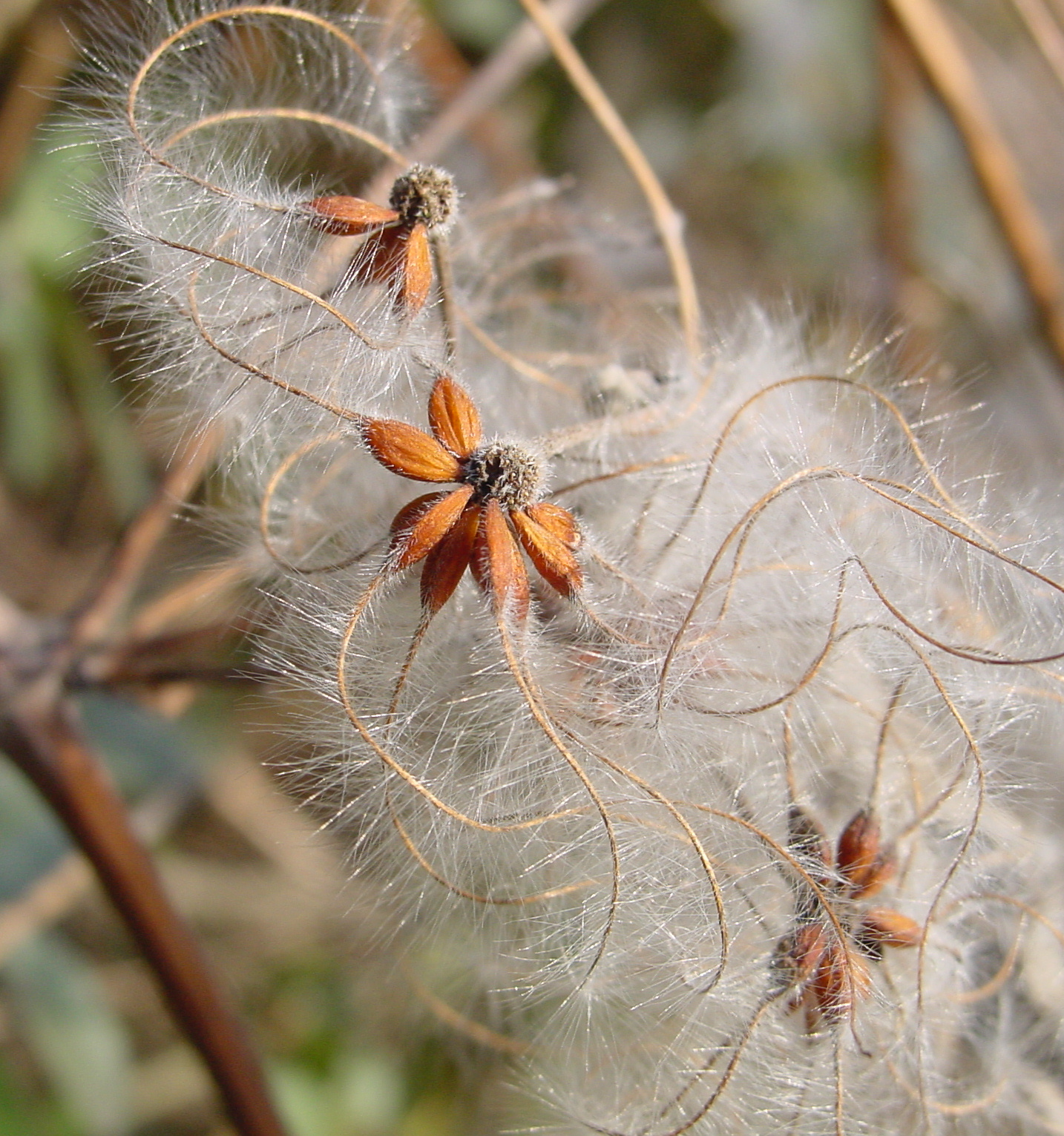
羽毛状の突起を持つ果実 C. vitalba
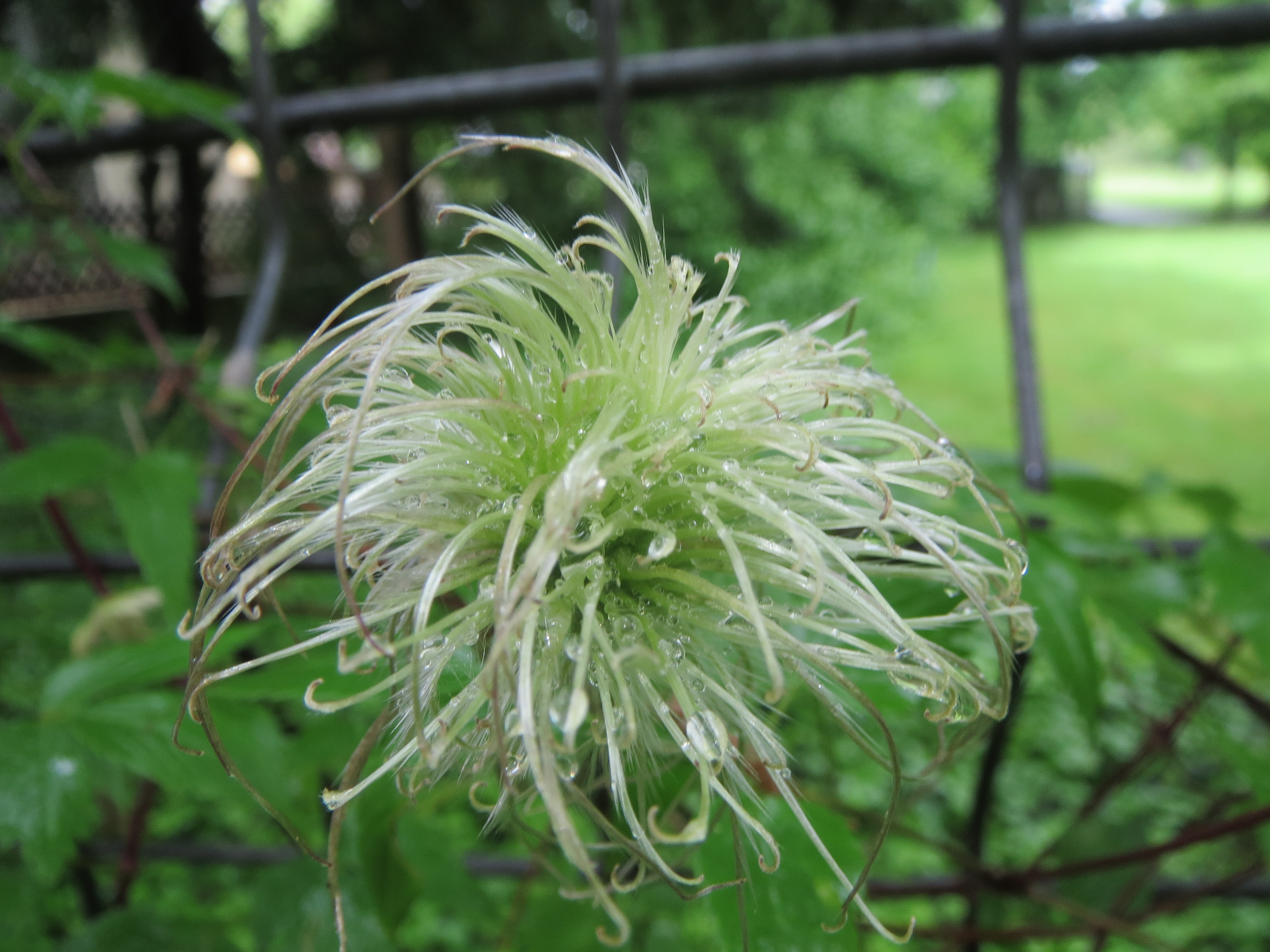
完熟前の果実 C. alpina

## 分布と種
約300種が知られ、その分布域はほぼ世界中に渡る。
しかし分布の中心は東アジアの暖帯域にある。またその分布域は熱帯域にも広がっており、これはキンポウゲ科の属の中では例が多くない。

## 分類
この属は、キンポウゲ科の中ではかなり特異なものである。まず茎が長く伸長し、先端が無限成長するのは、植物としては当たり前に見えるが、キンポウゲ科では例外的である。また葉が対生であることも例が少ない。萼が4・6・8という数を取ること、開花前に敷き石状であることもそうである。雌蕊が多数あってそれぞれ分かれているのはキンポウゲ科の特徴ではあるが、その花柱が花後に伸びて羽毛状になるのも特徴的である。そのため、本属を単独でセンニンソウ連 trib. Clematidaeを認める説もある。
ただし上記のような特徴は必ずしも本属の独自のものではない。例えば雌蕊の花柱が羽毛状に発達するのはオキナグサ属 Pulsatilla にも見られるもので、更にその先駆的な状態はイチリンソウ属 Anemone にも見られる。また、やはりイチリンソウ属のシュウメイギクなどでは、花茎が長く発達し、そこでは花の下にある総苞に当たる葉が対生になっている。

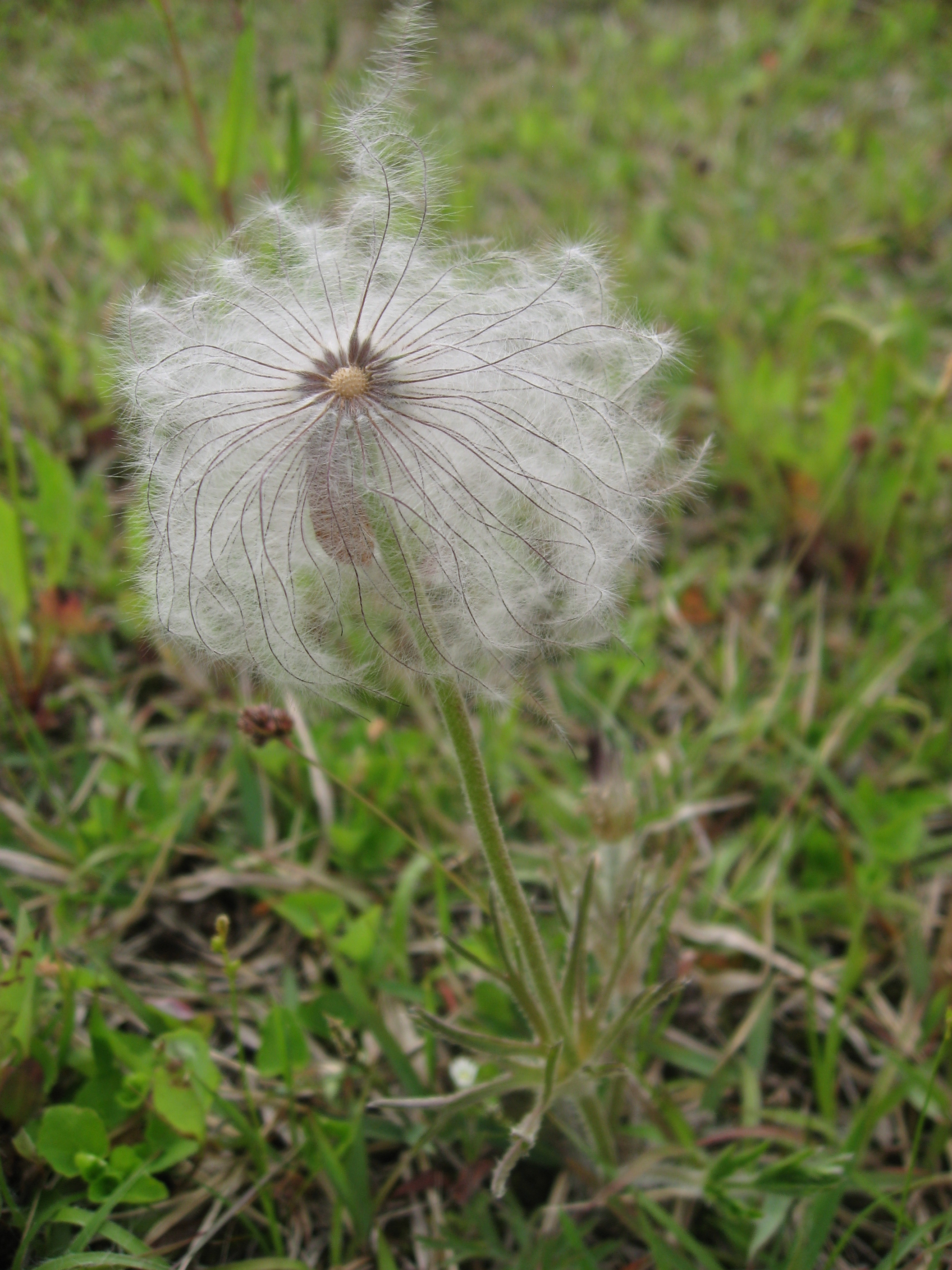
オキナグサの果実
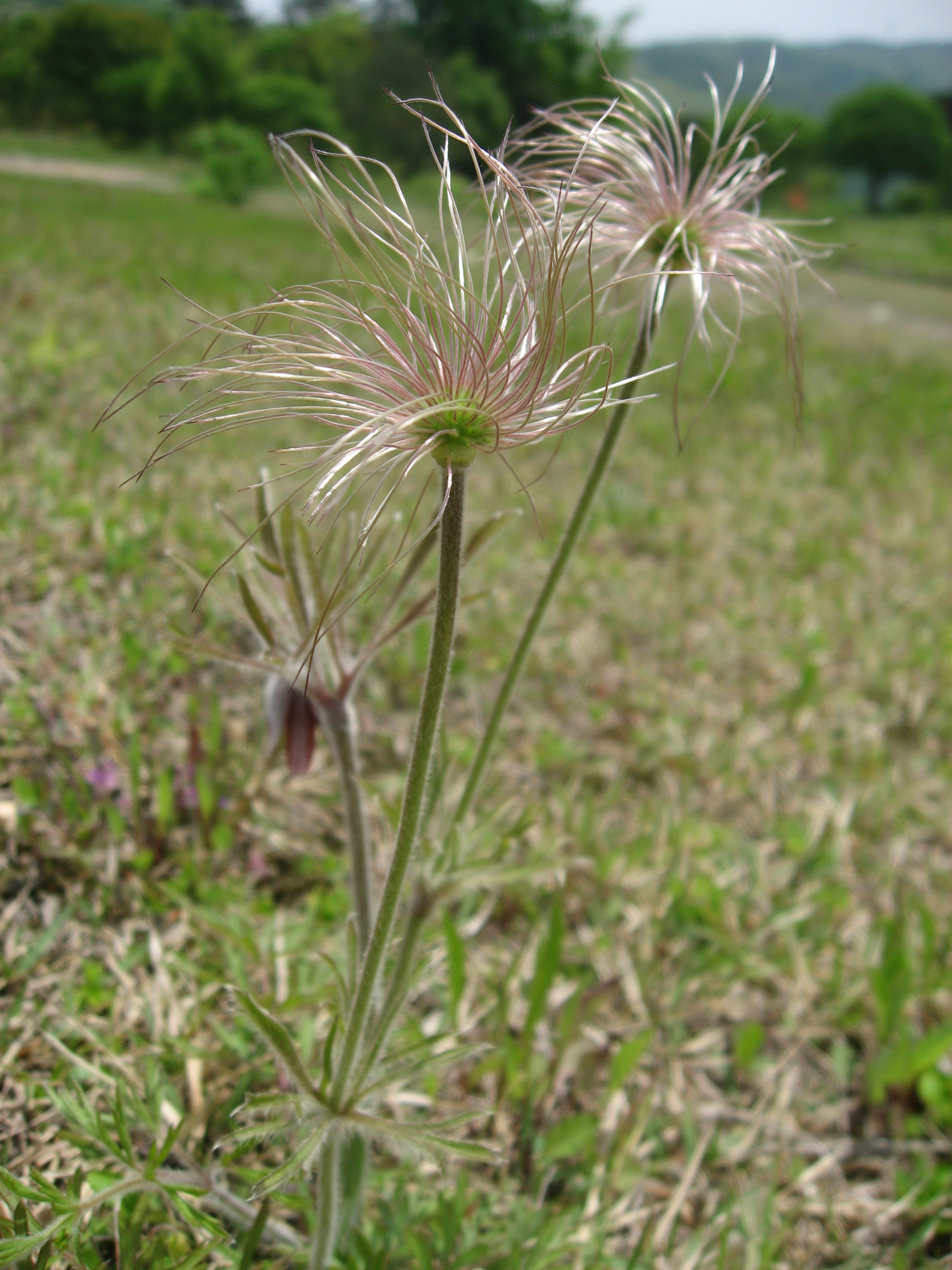
同・やや若いもの
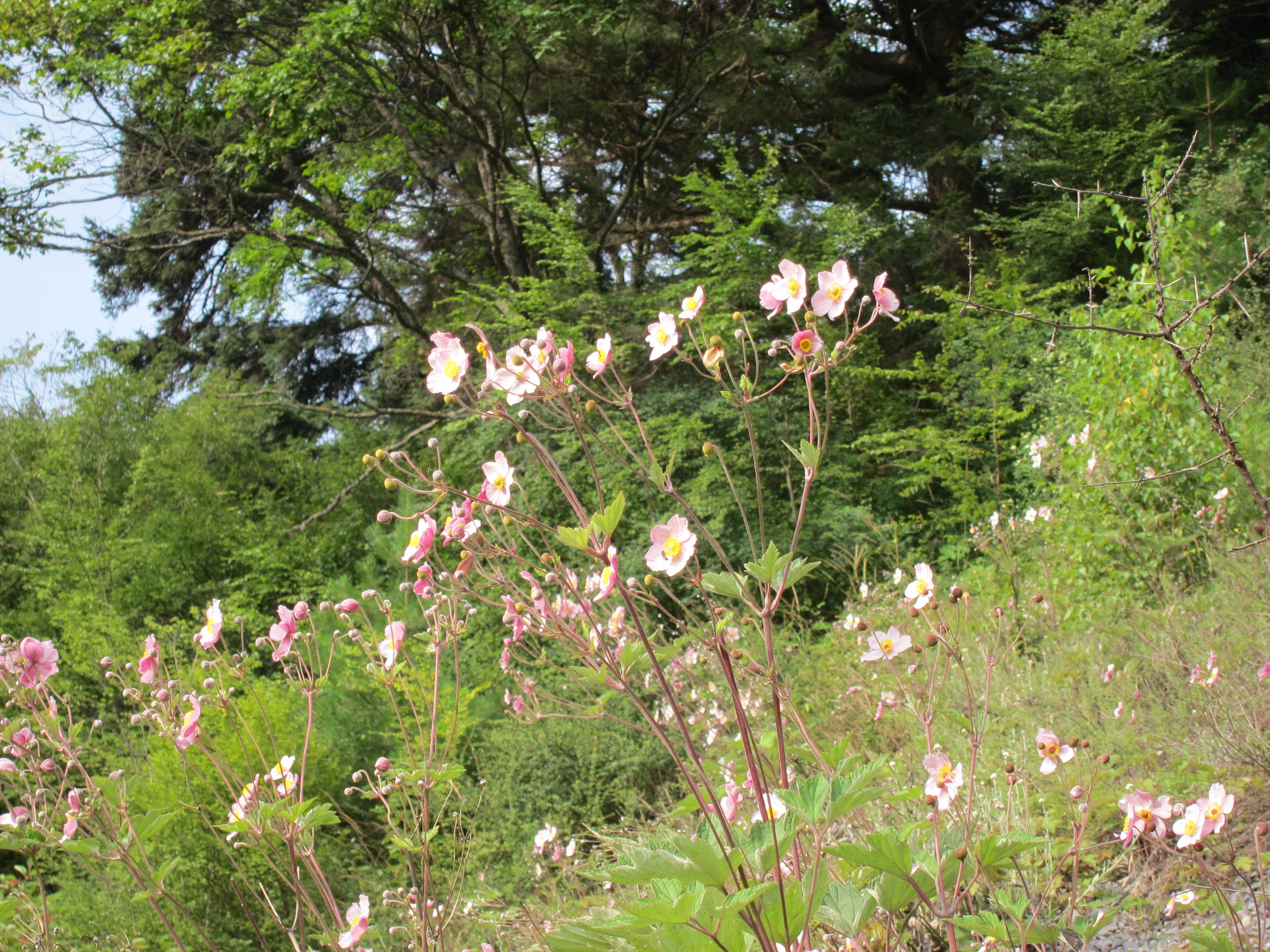
シュウメイギク 花の基部にある葉は対生

本属にごく近縁とされるものとして、Archiclematis は、唯一の種であるヒマラヤ産の A. alternata を含む単形属で、花は萼片4枚のタカネハンショウヅルに似たものだが、葉はブドウの仲間のような心形の単葉となっている。また Naravelia は萼片より長い棍棒状やスプーン状の花弁を持つもので、インドから東南アジアに7種がある。

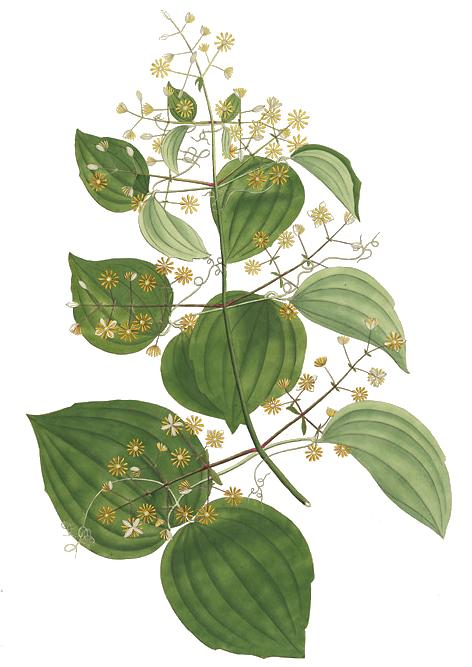
Naraveliaの1種（N. zeylanica） 図版
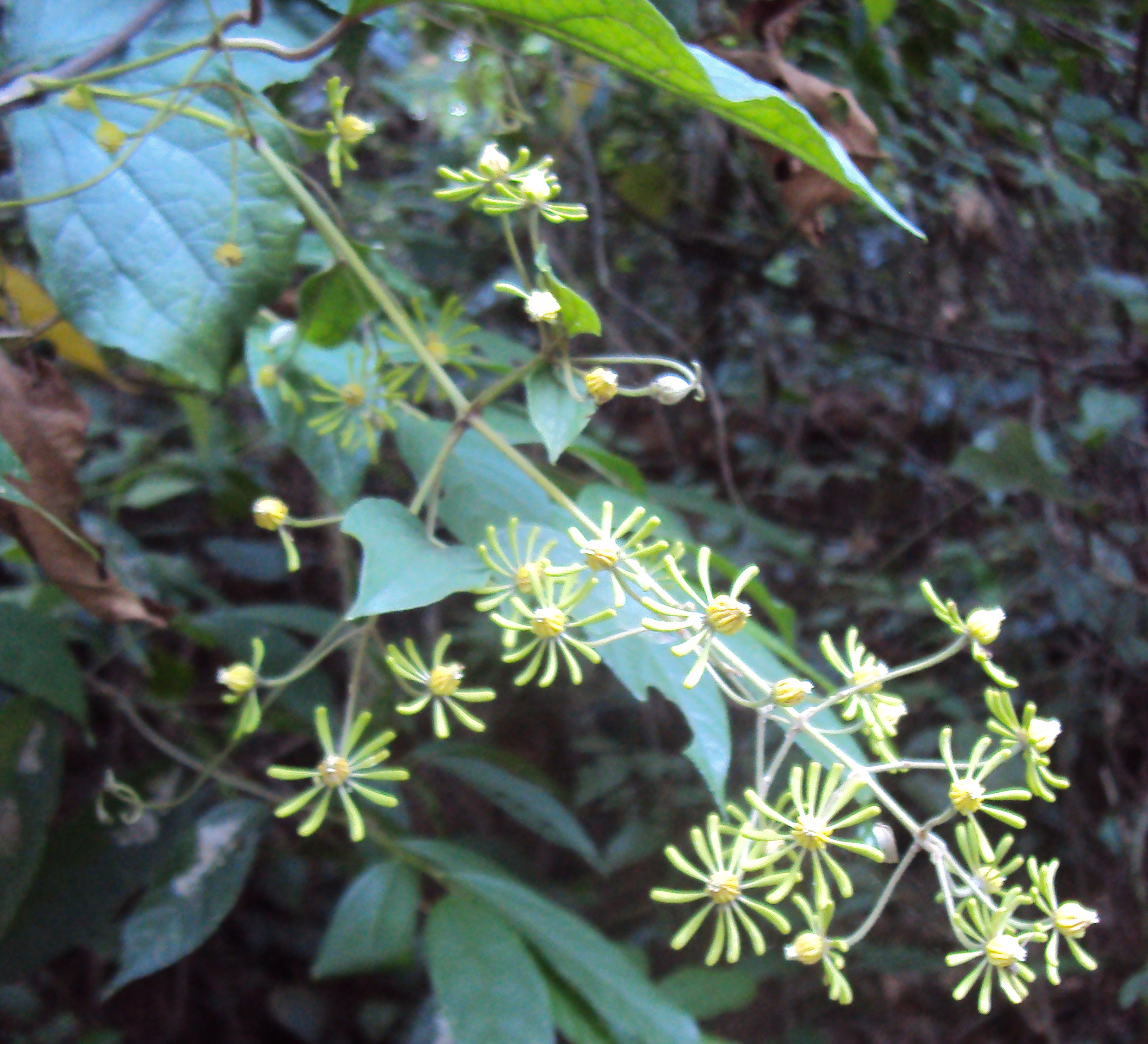
同・花序
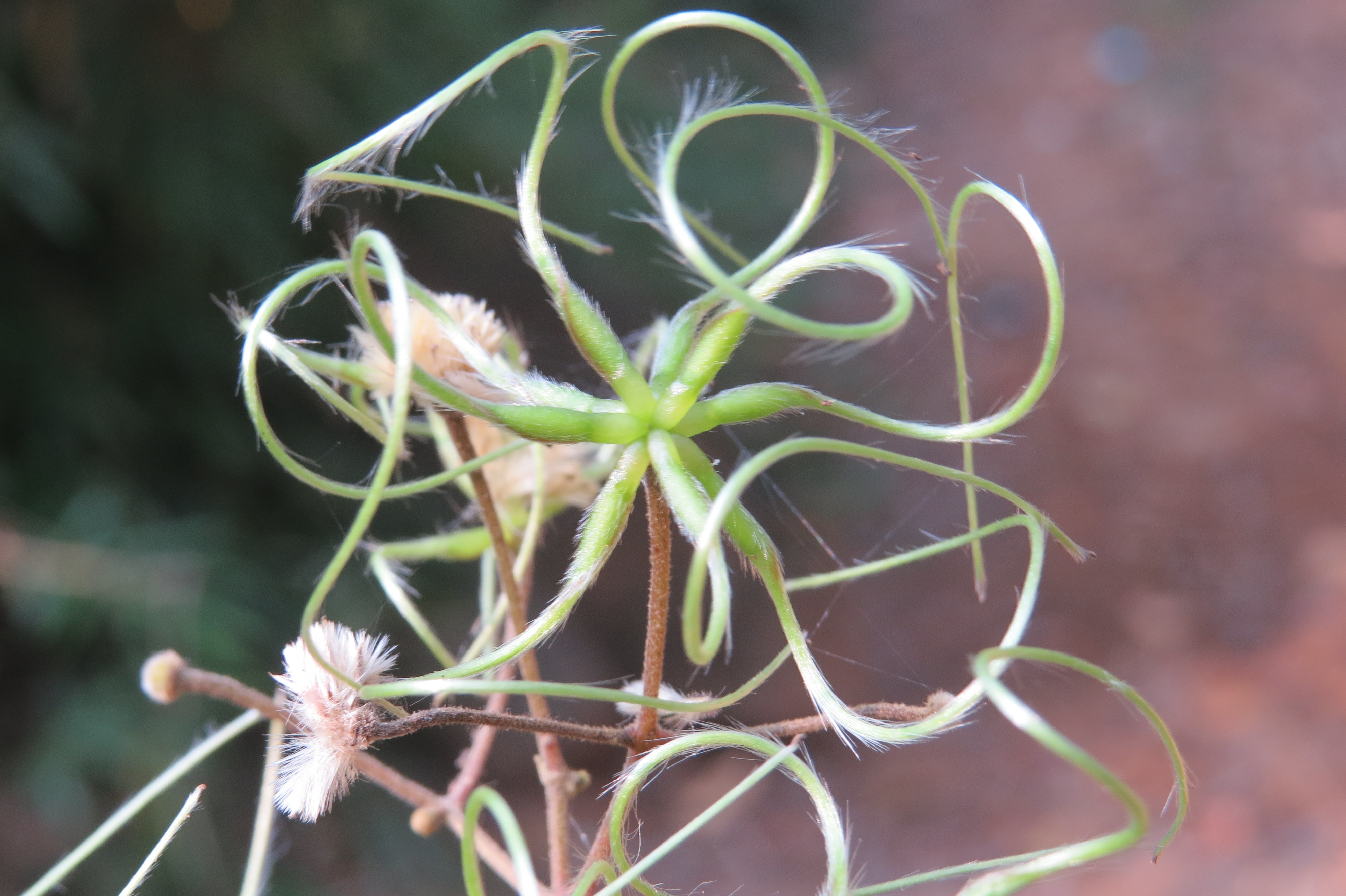
同・未成熟な果実

### 下位分類
本属は多くの種を含むことから、亜属や節などに細分することが行われてきた。ただし必ずしも定説はないようである。以下に一例を示す。

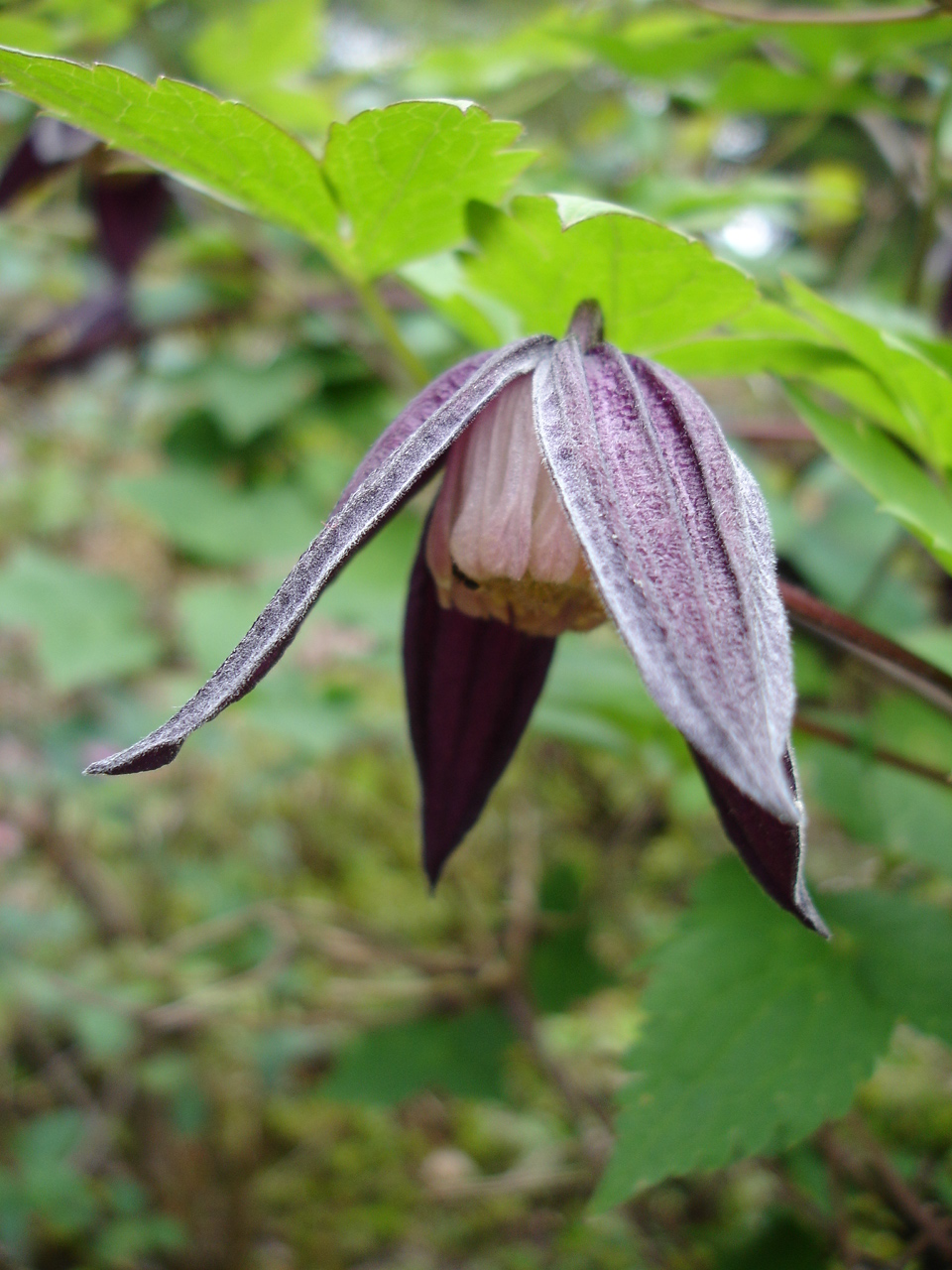
ミヤマハンショウヅル
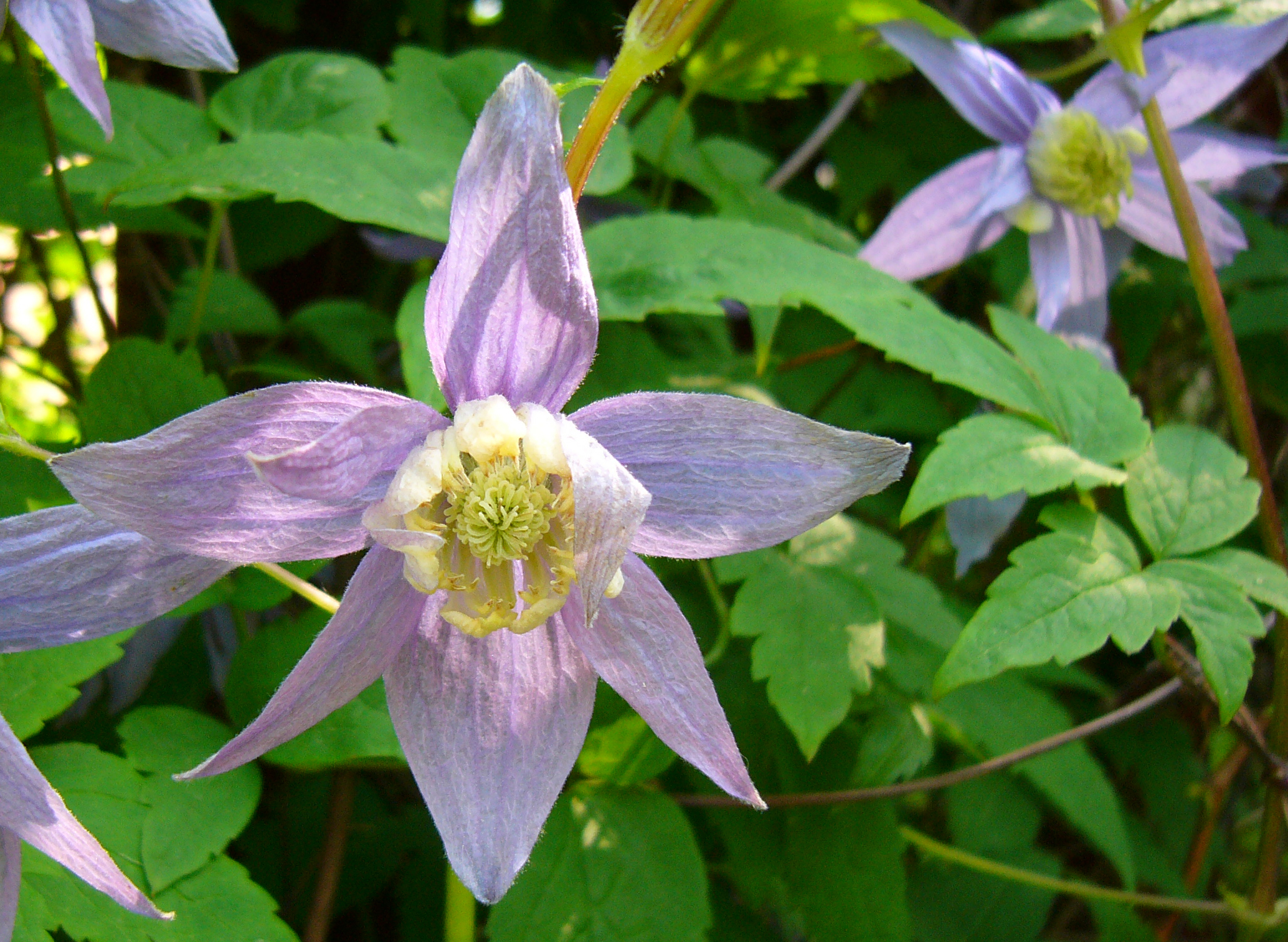
sect. Meclatis：オオクワノテ節
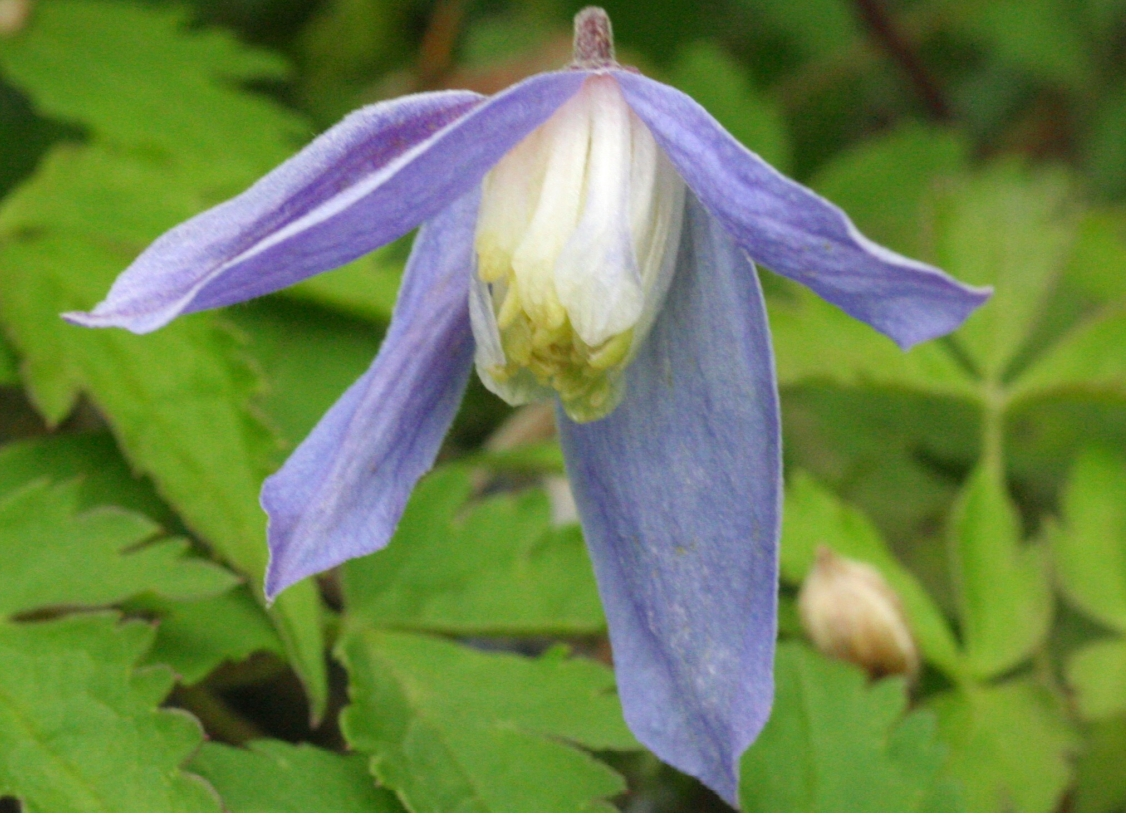
C. alpina

葉は羽状から2-4回3出複葉で、小葉には鋸歯があって草質。幼時には葉が互生。花序はその年に出た枝の葉腋か枝の先端に。花は平らに開き、黄色で、雄蕊の毛は短くて少ない。夏から秋に開花、アフリカ、西アジア、中央あじから中国北部、ウスリーまでに10種ほど。

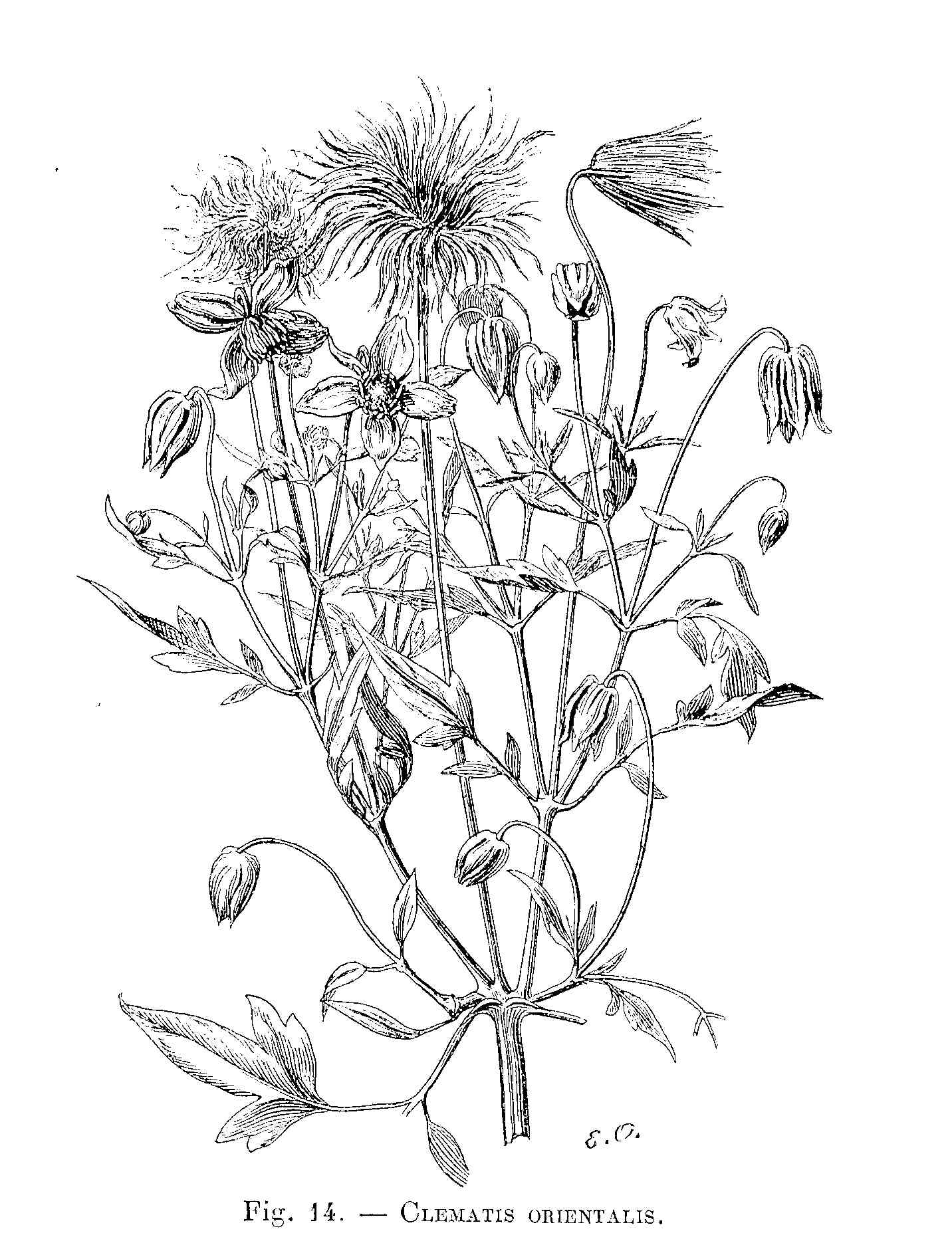
C. orientalis 図版
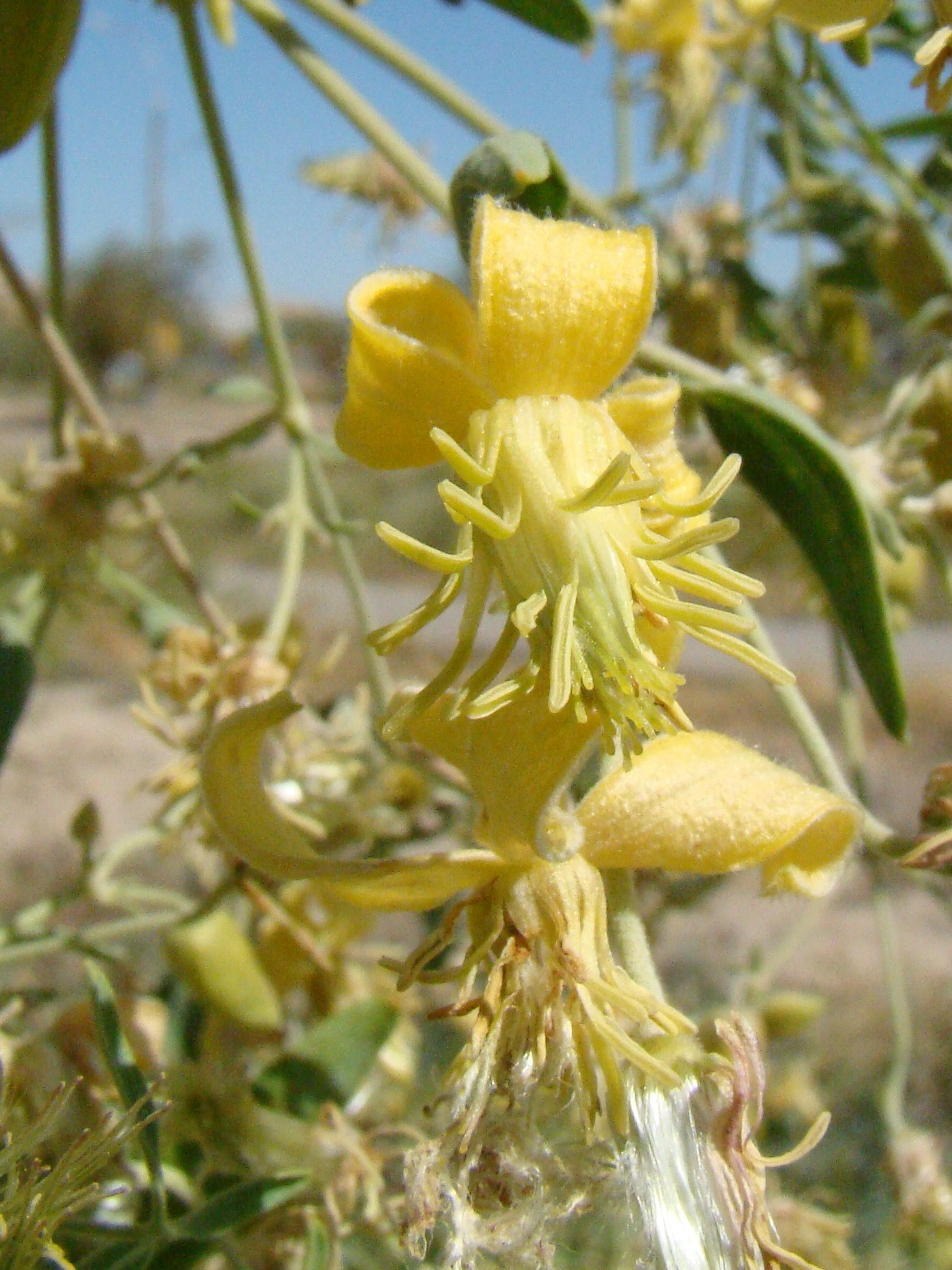
同・花

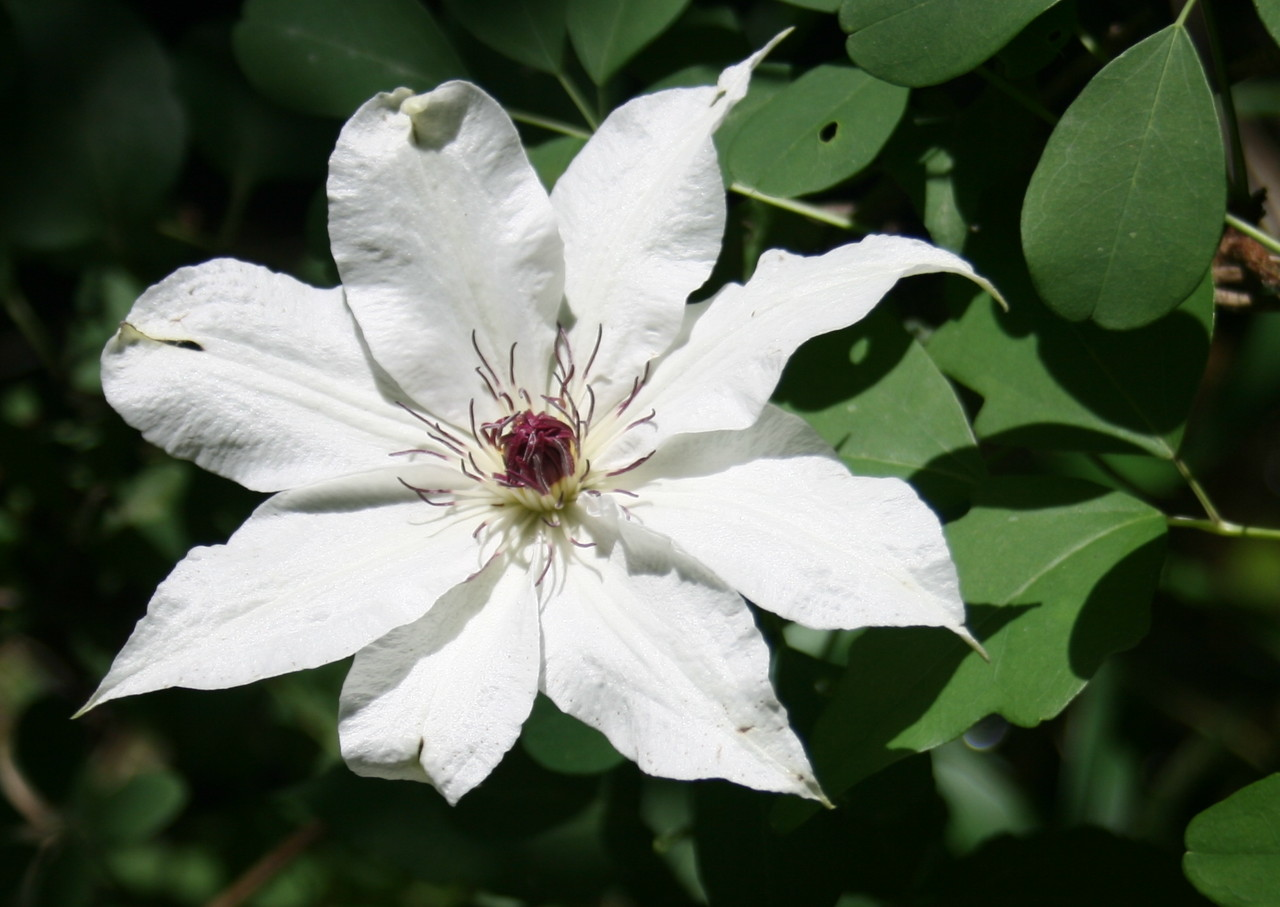
sect. Viticella：カザグルマ節
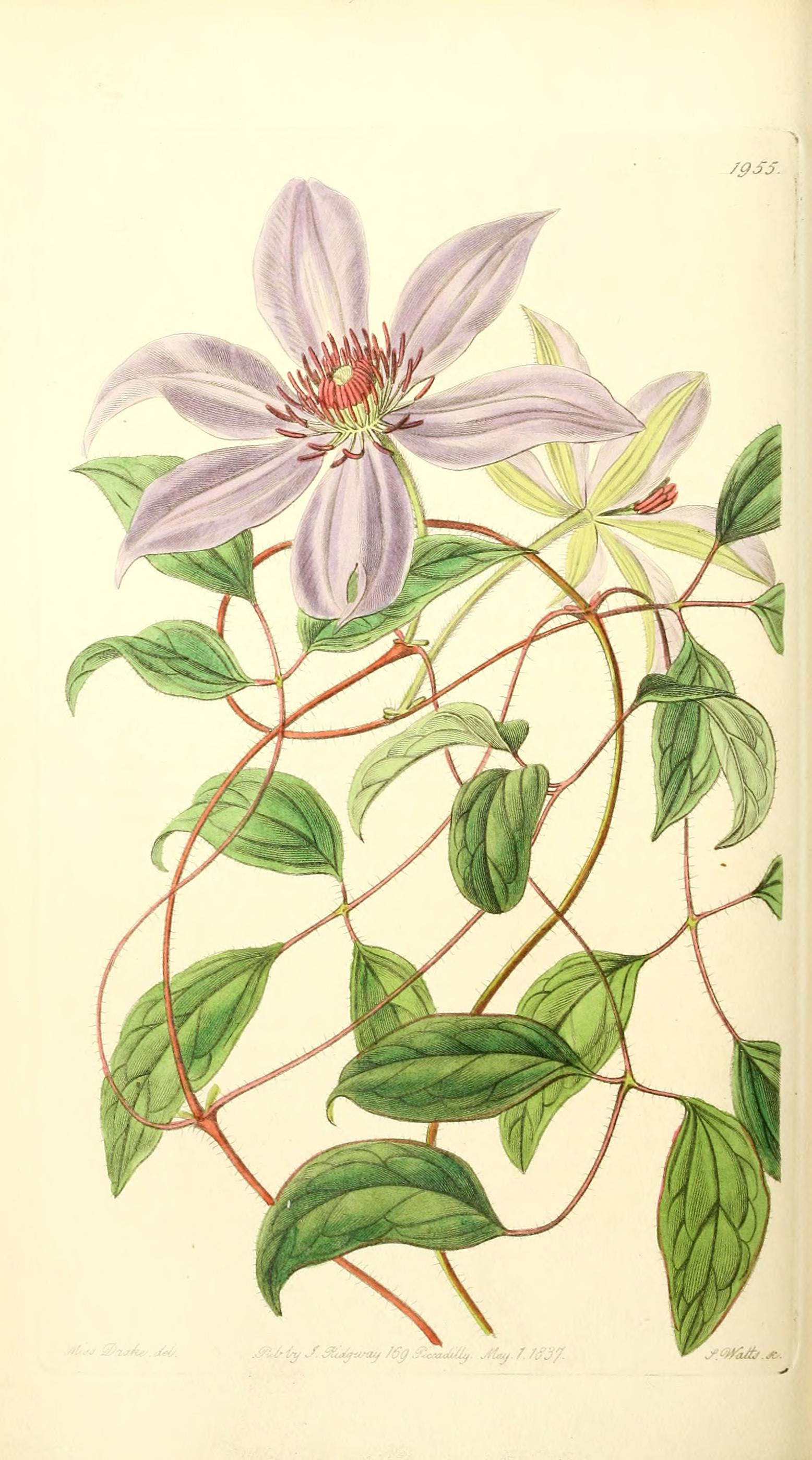
同・図版
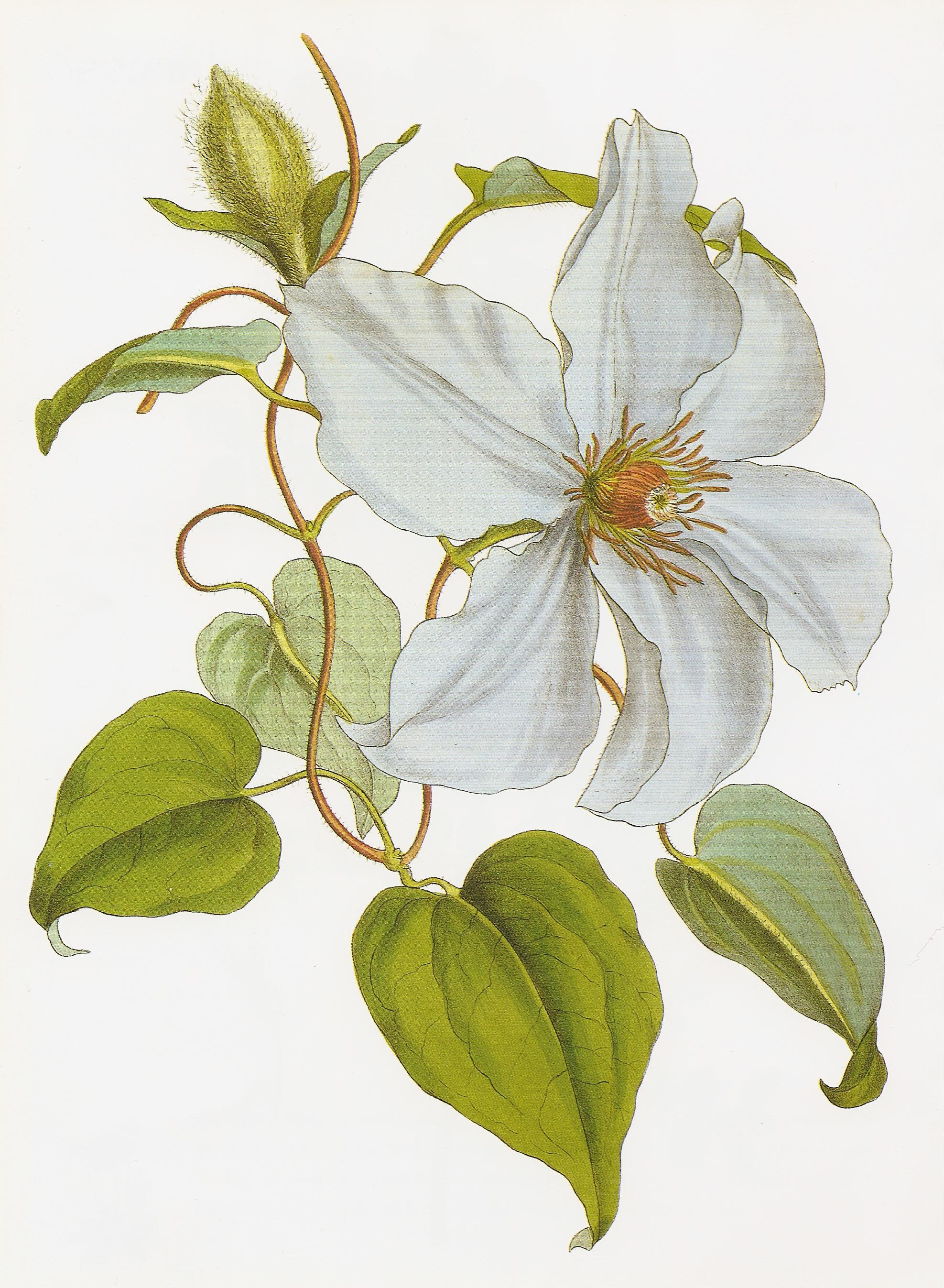
C. lanuginos 図版

蔓性、葉は1-2回s出か羽状の複葉で、小葉に鋸歯はない。花は枝の先に単生、大きくて上向きに咲き、平らに開く。芽生えの時から葉が対生する。花期は春から夏。地中海沿岸から中近東、中国、朝鮮、日本に10種ほどがあり、園芸上のいわゆるクレマチスの主体はこれに含まれる。
- カザグルマ
- 同・図版
- C. lanuginos
図版

- sect. Tubulosa：クサボタン節

茎は直立、基部に根出葉が少数あり、冬には基部を残して枯れる。葉は1回3出複葉で草質、小葉には鋸歯がある。花序は茎の先端に出て、時に葉腋からも出る。花は鐘状で俯いて咲く。萼片は紫、先端が反り返り、外側に短毛が多い。花は単性の場合がある。花期は夏から秋。中国中北部、朝鮮、日本に8種。

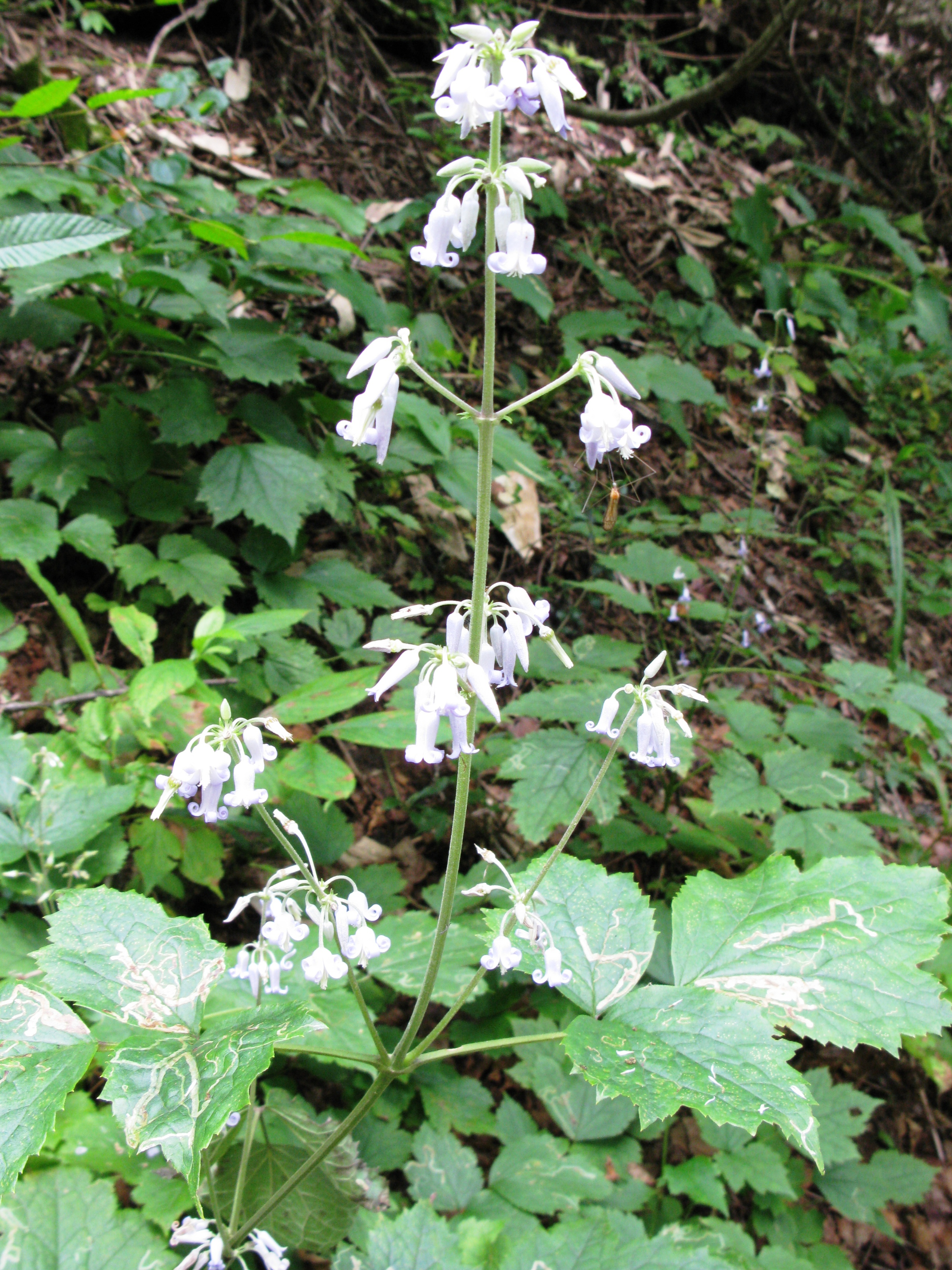
クサボタン
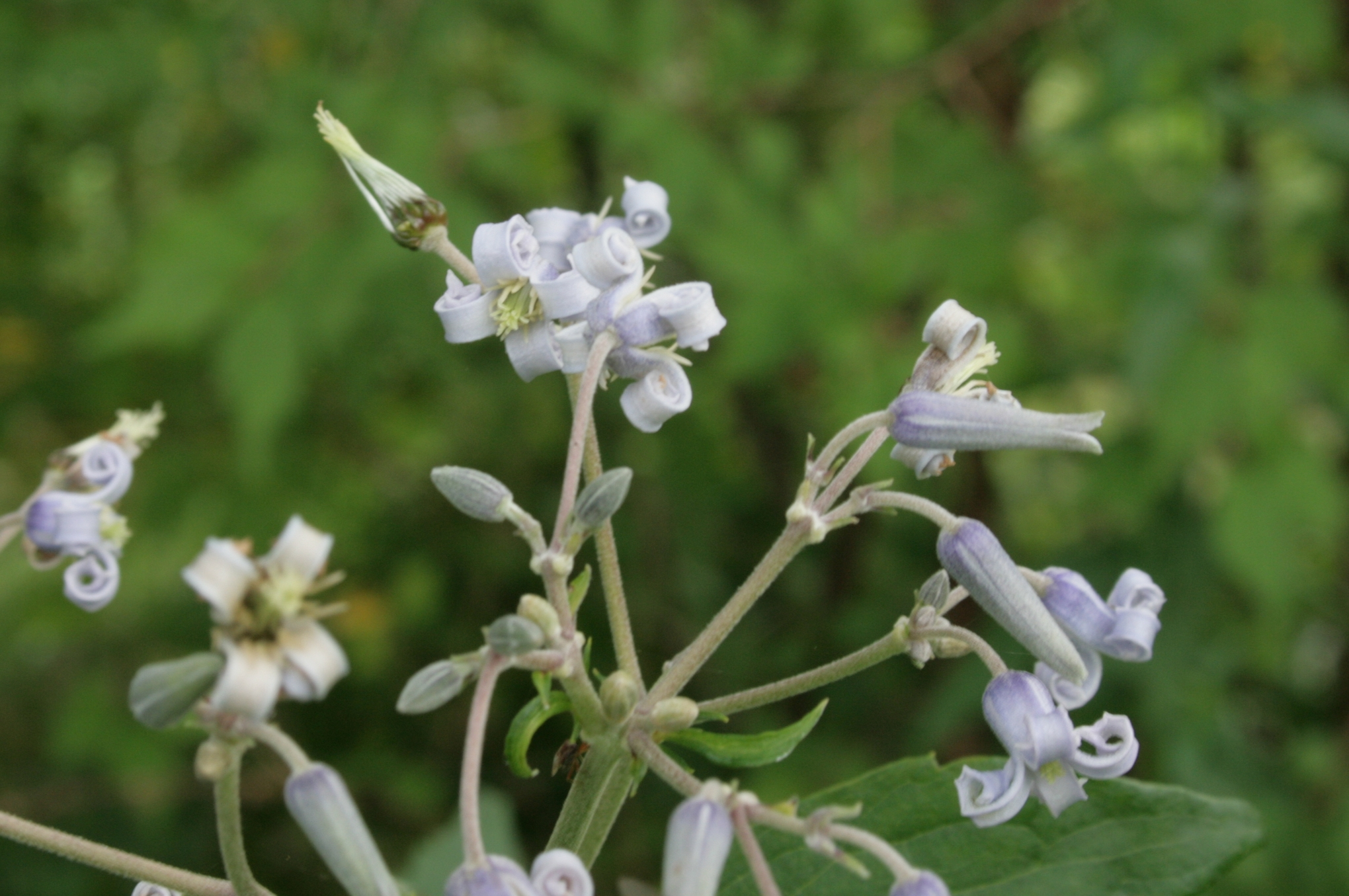
同・花

- sect. Viorna：クロバナハンショウヅル節

葉は単葉のものがあるが、多くは1-2回羽状複葉で、時に頂小葉が巻き鬚になる。小葉は深く裂けるが鋸歯はなく、洋紙質。花期は夏、花は鐘形で下向き。葉は芽生えより対生。約35種が北半球一帯に分布。観賞用の種が多く含まれる。

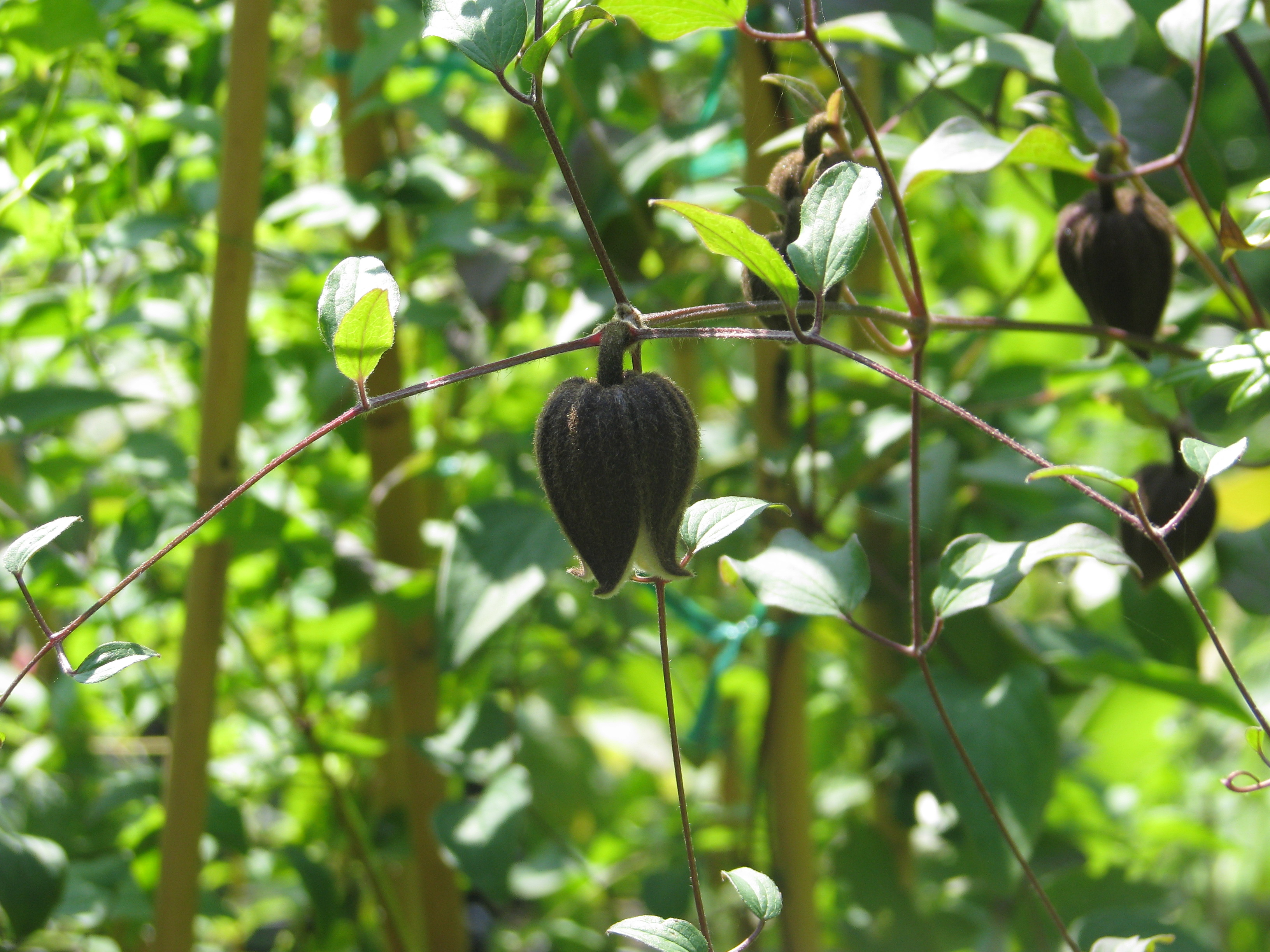
クロバナハンショウヅル
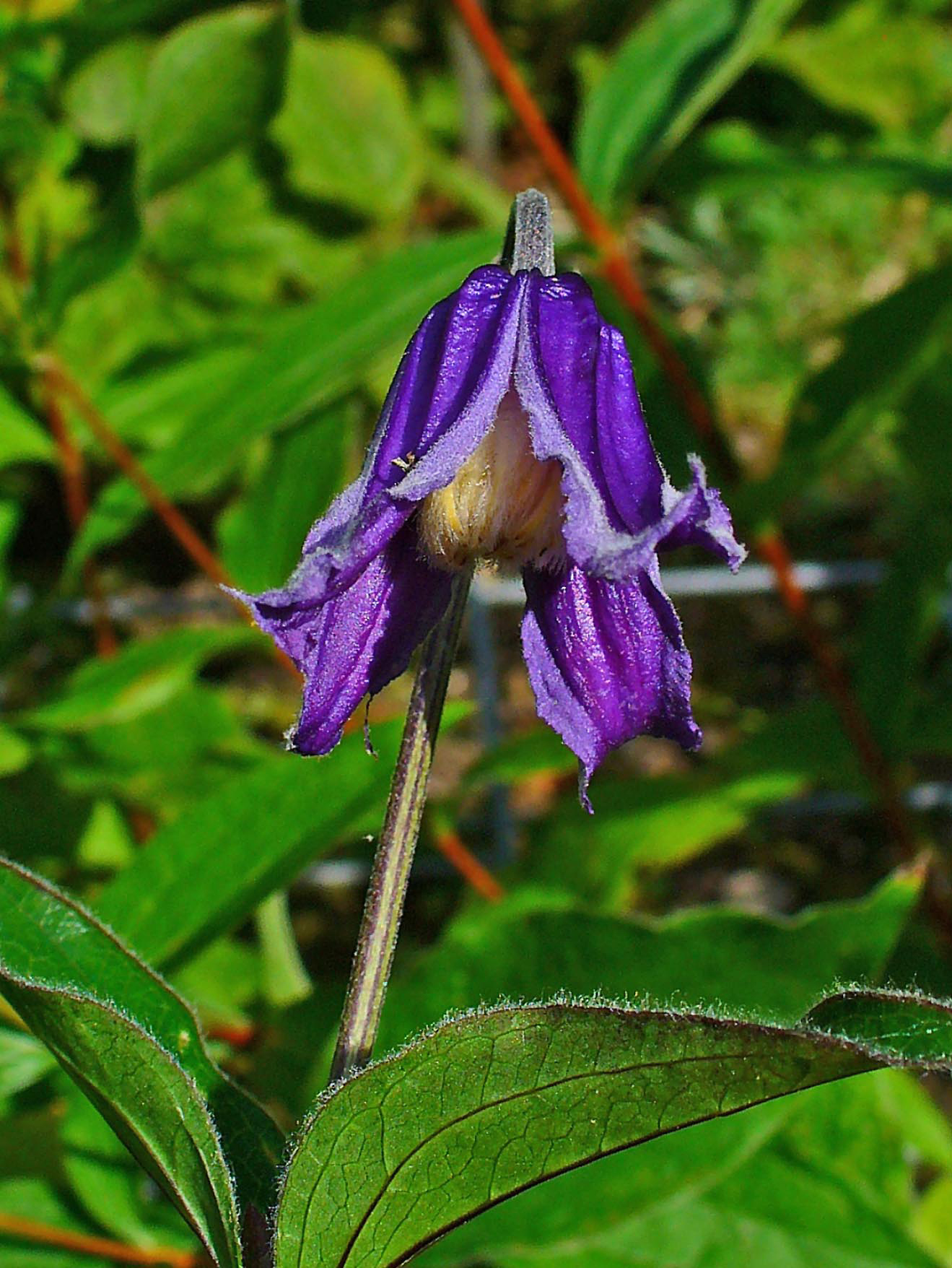
C. integrifolia
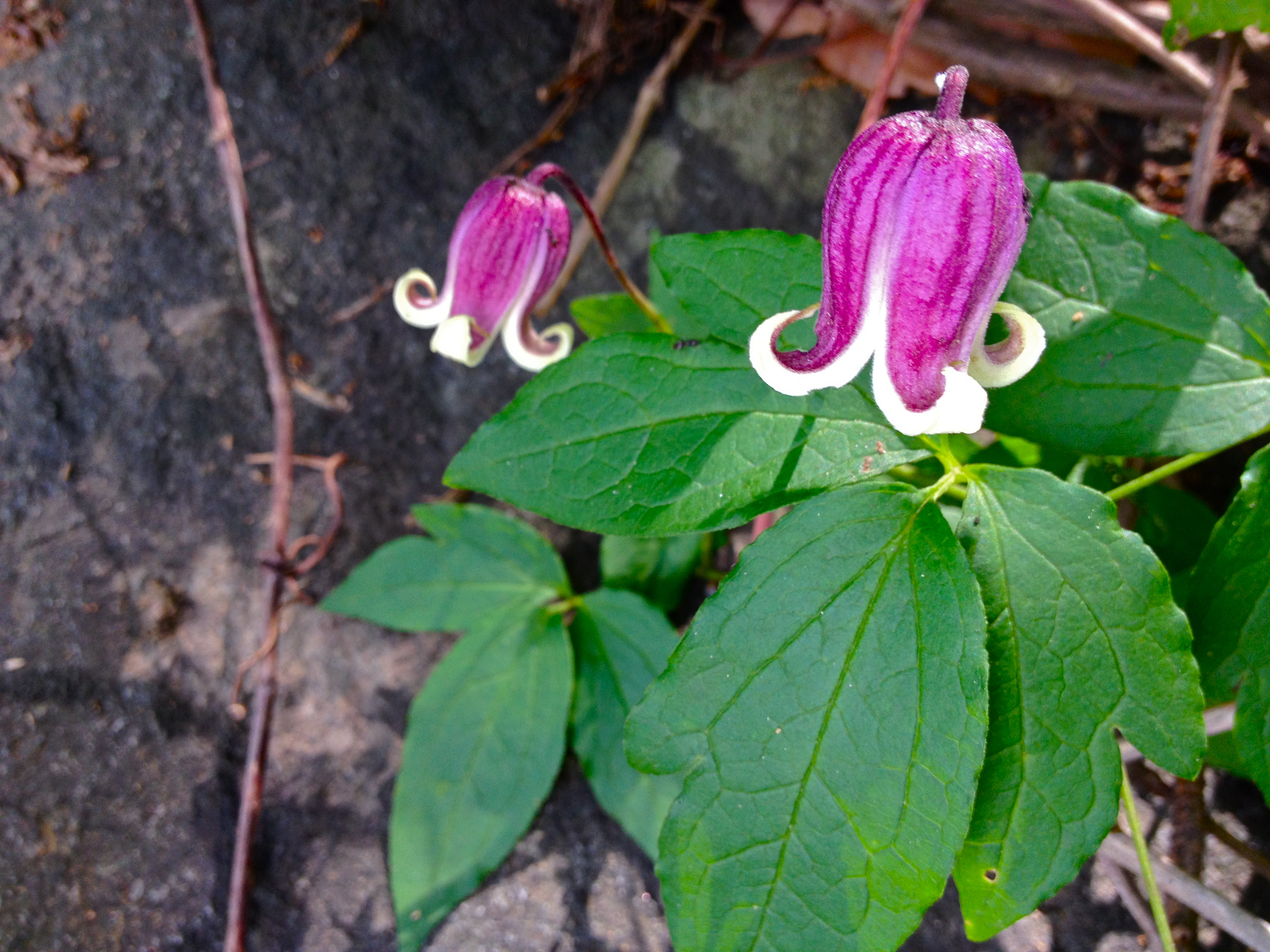
C. viorna

- sect. Cheiropsis：シロバナハンショウヅル節

葉は1回3出複葉が多い。花はその年に伸びた枝の基部にある葉腋から出るか、昨年の枝の葉腋から短縮した枝が出て新葉、新枝とともに集まって出る。葉は幼い内は互生。花は杯状かほぼ平らに開く。地中海沿岸域、ヒマラヤ、中国、日本に10種ほど。

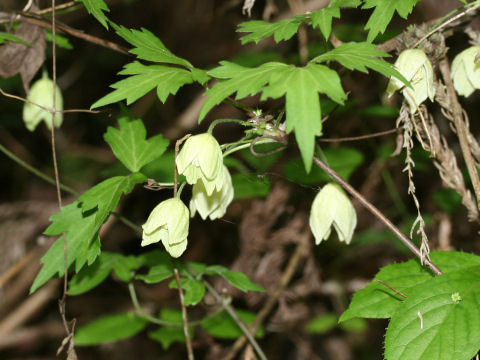
シロバナハンショウヅル

- sect. Flammula　センニンソウ節

茎は直立するか蔓性。葉は1-2回羽状複葉で、小葉は裂ける場合はあるが、鋸歯はない。花序は枝先か先端近くの葉腋から出る。花は上向きで平らに開き、萼は4枚で白。雄蕊は無毛。花期は夏から秋。葉は芽生えから対生。ユーラシアと北アフリカに約25種がある。

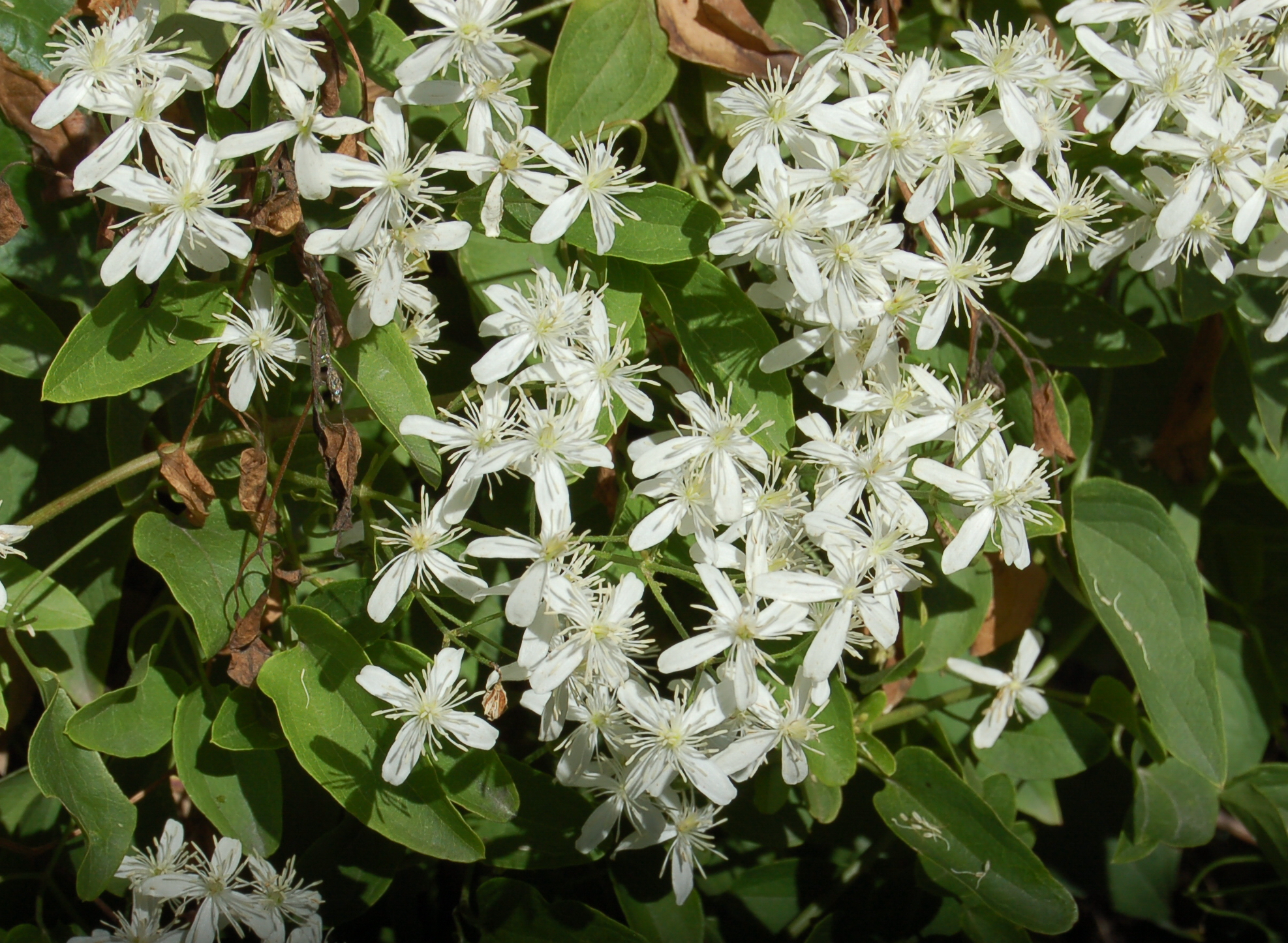
センニンソウ
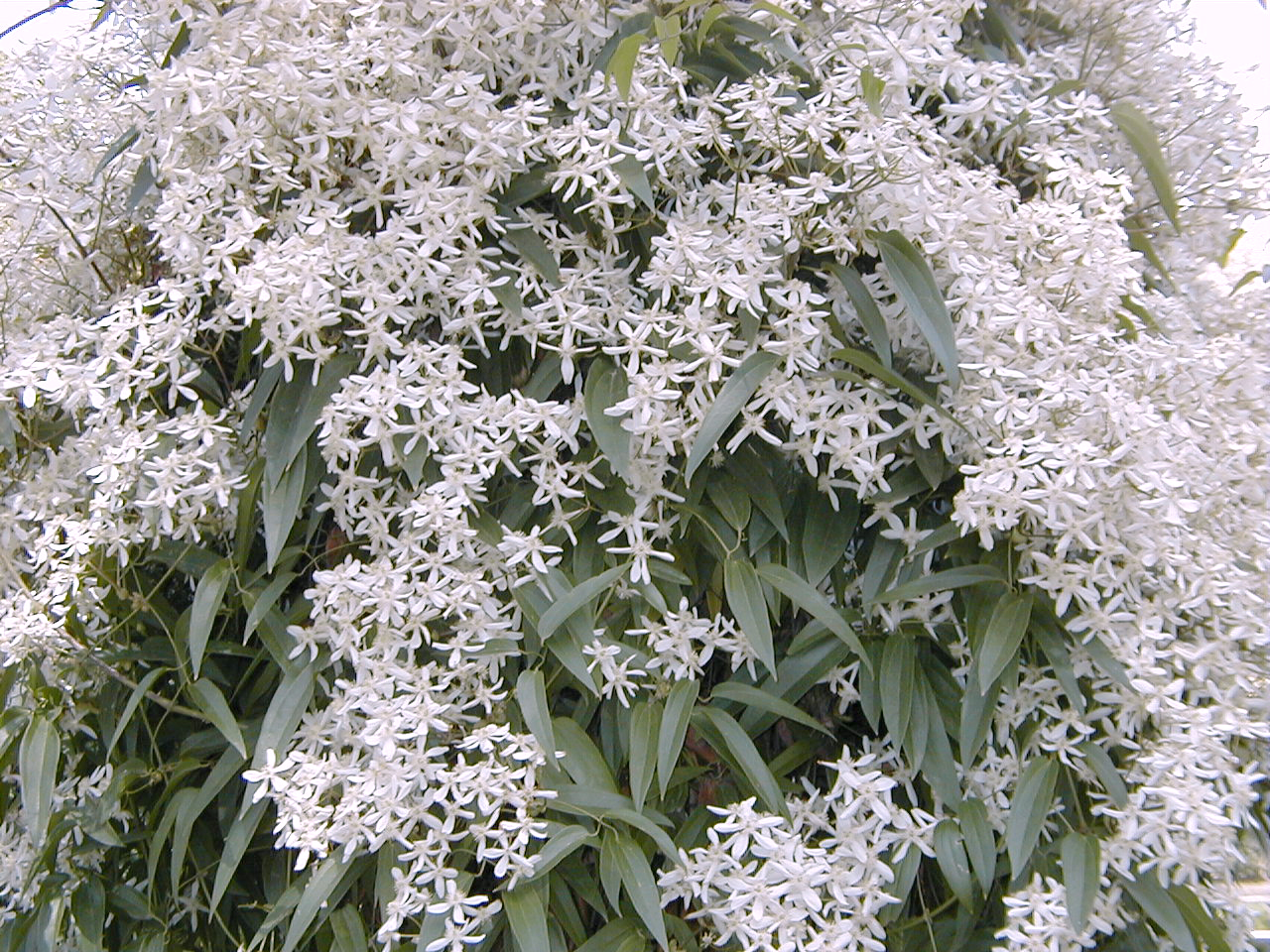
C. armandii
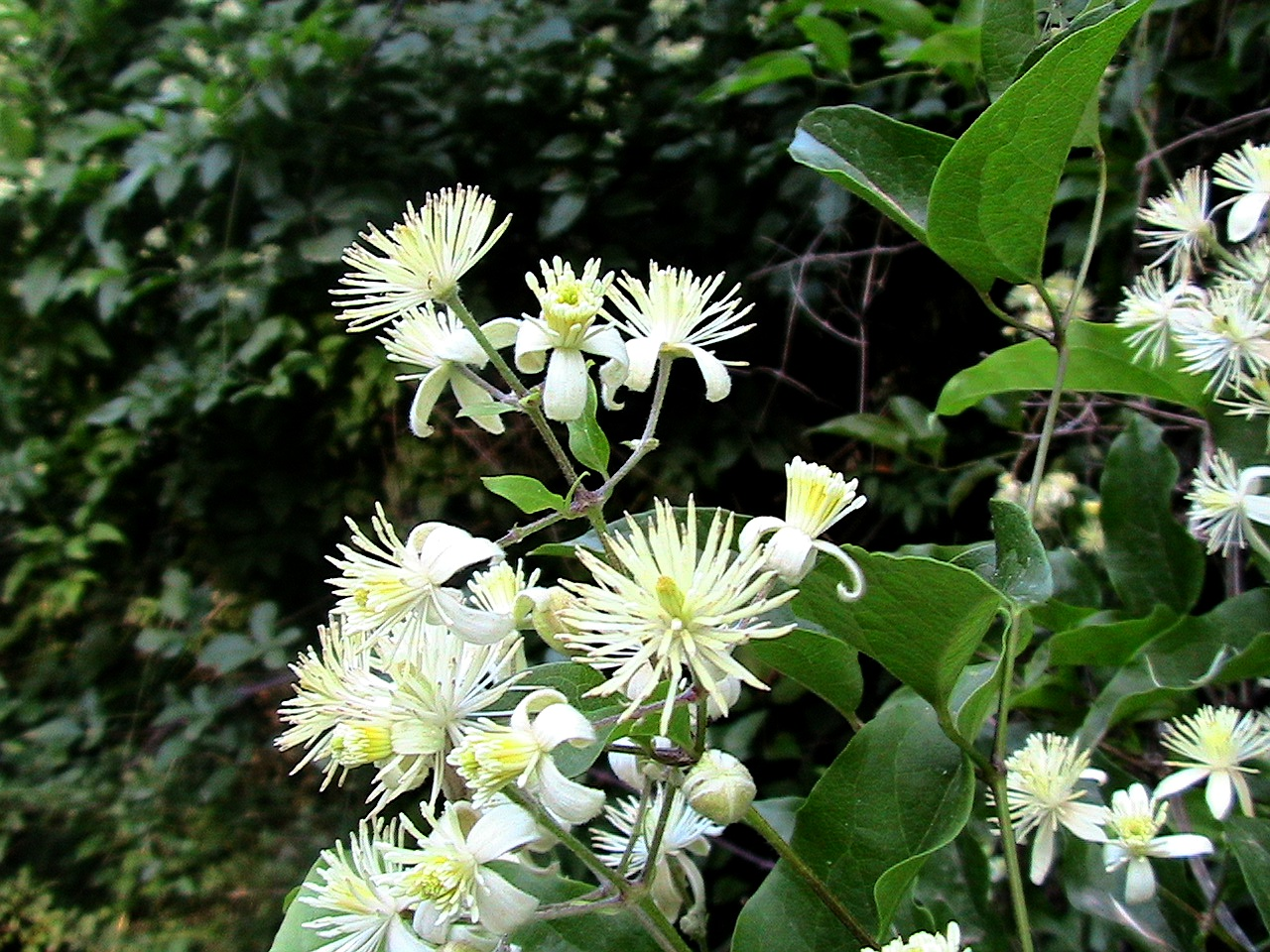
C. flamula

- sect. Campanella：タカネハンショウヅル節

葉は1-2回3出複葉か羽状複葉、単葉の例もある。小葉には鋸歯があり、草質。幼い植物は葉を互生する。花はその年に伸びた枝の葉腋から出るか、その先端から出て、鐘状から杯状、俯きに咲く。雄蕊には毛がある。花期は秋。東アジアの熱帯域から温帯域に40種ほど。
- sect. Bebaeanthera：ハンショウヅル節

葉は1回3出複葉。花は前年の枝の葉腋に、新しい枝葉とともに生じる。花は鐘形で垂れ下がって咲き、萼の先端は反り返らない。雄蕊には毛がある。花期は春。
- sect. Clematis：ボタンヅル節

葉は1-2回3出複葉か羽状複葉で、小葉は草質で欠刻がある。幼い植物では葉を互生する。花序はその年に伸びた枝の葉腋に生じる。花は白、上向きに咲いて萼片は4、平らに開く。雄蕊は無毛。花期は夏から秋。ユーラシア、アフリカに30種ほどがある。

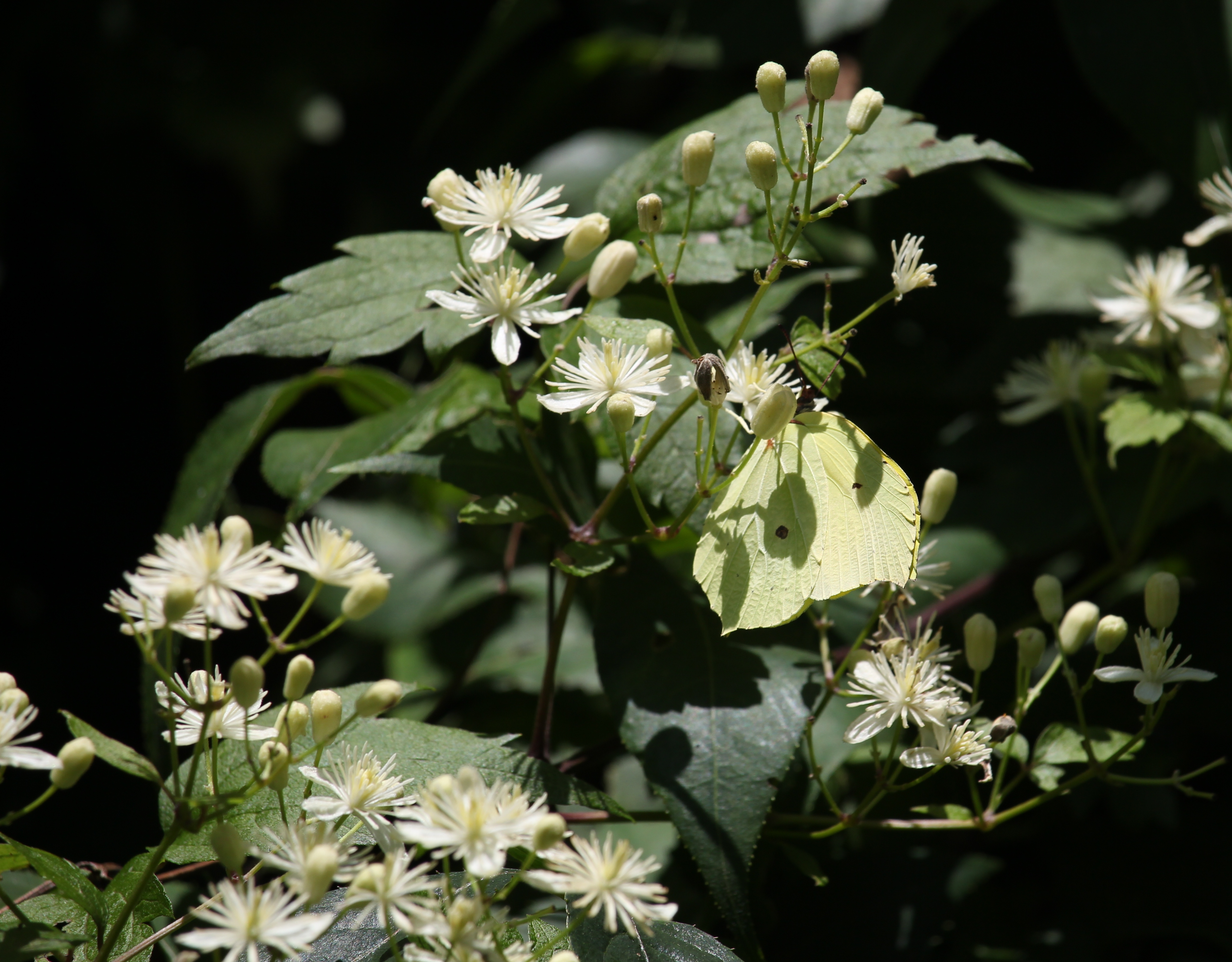
ボタンヅル
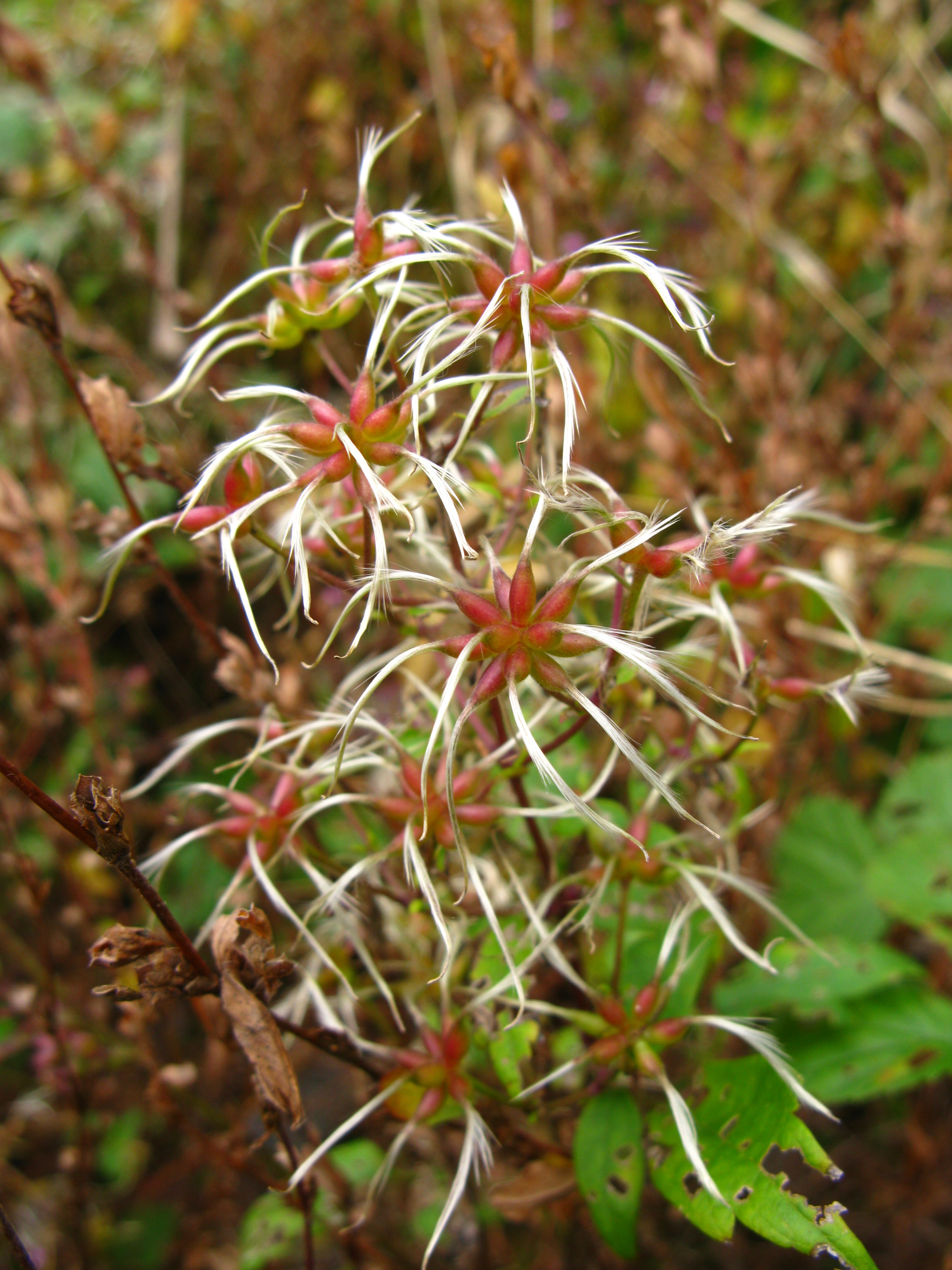
同・果実
C. vitalba

- sect. Atragene：ミヤマハンショウヅル節

葉は1-3回3出複葉。花は前年の枝の葉腋から伸びた新しい枝、1-3対の葉の付いた枝の先端に出て、鐘形で俯いて咲く。雄蕊は有毛。へら形の花弁があり、雄蕊との間にその移行形がある。幼い植物は葉を互生。寒地性で、北半球の寒帯から亜寒帯に7種。
- ミヤマハンショウヅル
- C. macropetala
- C. alpina

## 日本の種
日本には本属の種が20種以上がある。
- Clematis　センニンソウ属
  - C. alsomitrifolia　オキナワセンニンソウ
  - C. apiifolia　ボタンヅル
    - var. biternata　コボタンヅル

  - C. chinensis　サキシマボタンヅル
  - C. crassifolia　ヤマハンショウヅル
  - C. fujisanensis　フジセンニンソウ
  - C. fusca　クロバナハンショウヅル
    - var. glabricalyx　シモカワハンショウヅル

  - C. grata var. ryukyuensis　リュウキュウボタンヅル
  - C. japonica　ハンショウヅル
    - var. purpureofusca　ムラサキアズマハンショウヅル
    - var. villosula　ケハンショウヅル

  - C. lasiandra　タカネハンショウヅル
  - C. leschenauliana　ビロードボタンヅル
  - C. meyeniana　ヤンバルセンニンソウ
  - C. ochotensis　ミヤマハンショウヅル
    - var. fauriei　コミヤマハンショウヅル

  - C. obvallata　コウヤハンショウヅル
    - var. shikokiana　シコクハンショウヅル

  - C. ovatifolia　キイセンニンソウ
  - C. patens　カザグルマ
  - C. pierotii  コバノボタンヅル
  - C. serratifolia　オオクワノテ
  - C. speciosa　オオクサボタン
  - C. stans　クサボタン
  - C. tashiroi　ヤエヤマセンニンソウ
  - C. terniflora　センニンソウ
  - C. tosaensis　トリガタハンショウヅル
  - C. willamsii　シロバナハンショウヅル

## 利害

### 毒性に関して
本属のものにはプロトアネモニンという成分が広く含まれており、これは毒性を持つために、本属の植物は広く有毒植物とされ、また時に薬用として用いられる。
毒草としては、その汁が皮膚に付くと水疱を生じることがある。汁でかぶれたり皮膚炎を起こすこともある。また、雨の日に花粉が付いて、同様に炎症が起きる例もある。これは栽培品のクレマチスでも同様である。
薬草としては、各地で様々な利用がある。中国では「威霊仙」の名でサキシマボタンヅル C. chinensis が多く用いられるが、この名の薬は本来は朝鮮を起源とし、唐代初期に新羅から持ち込まれたという。朝鮮でその名で呼ばれていたのはカザグルマ C. patens であったとされ、中国に伝来した当時はそれに似たテッセン C. florida が使われたとも言われる。この両種は花が美麗であるために採集圧が大きく、生育地も多くないために資源がすぐに枯渇し、現在のように対象を変えることになったのではないかという。他に中国ではアケビの茎を「木通」と言うが、これの代用品として C. armandi、C. finetiana など、茎が木質化する種を利用する。
現在の朝鮮ではイチリンザキセンニンソウ C. brachyura、タチセンニンソウ C. terniflova var. mandshurica 、ウスバセンニンソウ var. koreana などが用いられている。日本ではセンニンソウが用いられる。
他にチベット医学では C. tibetana を使う。これは排尿異常に用いられ、それを含め、本属を利用した内服薬は利尿作用を期待したものが多い。
日本では民間療法として扁桃腺炎の治療にセンニンソウを使う。まずこの植物の生の葉をよく揉み、汁が出るようにしておいて手首に貼り付ける、というものである。皮膚は赤くなり往々にして水疱が出来るが、喉の痛みは治まるという。水疱は破らずに置けば、やがて綺麗に消える。ただし『あまり推奨出来る療法とは言えない』とのこと。
薬用ではないが、センニンソウの葉を潰して魚毒とすることがあるという。

### 食用
毒草のはずであるが、センニンソウについて、若芽を煮て、よく水洗いして食用とする、との記述があった。ただし他では見ていないので、可能であるにせよ、かなりの危険が伴いそうで、お勧め出来ないところである。

### 観賞用として
園芸品種としては、19世紀に中国からヨーロッパに持ち込まれたカザグルマやテッセンを元にして多数の園芸品種が作られた。日本でもテッセンは桃山時代に中国から持ち込まれた。さらに江戸期にカザグルマの栽培が盛んで、園芸品種も多く作られたが、残っているものは少ない。これらについてはクレマチスの項も参照のこと。逆に日本では野草であるボタンヅルやクサボタンも、欧米で栽培されることがあるとのこと。
日本ではハンショウヅル類が山野草として栽培されることがある。そのためこの仲間は野外では採集圧により減少している例が多い。